# 1888年の磐梯山噴火
1888年の磐梯山噴火（1888ねんのばんだいさんふんか）は、1888年（明治21年）7月15日に発生した磐梯山の噴火である。噴火に伴い山体崩壊が発生し、磐梯山を構成する成層火山の峰の一つであった小磐梯は全面的に崩壊し消滅した。そして北麓に岩屑なだれが流れ下り3つの集落が埋没した。その後、岩屑なだれは水分を含み泥流化して長瀬川流域に大きな被害を出した。更に磐梯山東麓を襲った火砕サージによる爆風、土石流によっても被害が出た。この噴火によって477名が死亡したとされ、これは明治以降の近代日本において最も多い犠牲者が発生した火山災害である。

## 概要

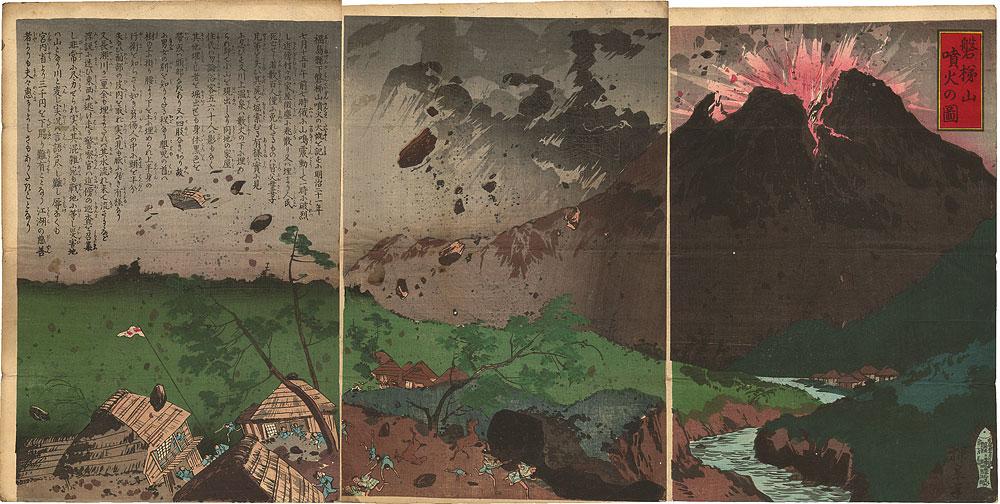
井上探景の錦絵「磐梯山噴火の図」

磐梯山は福島県中部の成層火山であり、30万年前以上前より噴火を繰り返してきたと考えられている。磐梯山の山麓部からはこれまで15回に及ぶ山体崩壊による岩屑なだれの堆積物層が確認されており、磐梯山の形成史は噴火とともに度重なる山体崩壊の発生もその特徴として挙げられている。
1888年（明治21年）7月15日、磐梯山は噴火を起こした。噴火によって発生した山体崩壊によって、磐梯山を構成していた4つの成層火山のひとつであった小磐梯は全面的に崩壊し消滅した。山体崩壊は大規模な岩屑なだれを引き起こして北麓の檜原村方面を襲い、3つの集落が埋没した。岩屑なだれは長瀬川とその支流を河道閉塞させたため、桧原湖、小野川湖、秋元湖などが形成され、2つの集落が移転を余儀なくされた。更に岩屑なだれは長瀬川の水などを含んで泥流化し、長瀬川流域を流れ下って中流域の集落に大きな被害をもたらした。
また磐梯山東麓の主に琵琶沢流域は火砕サージに伴ったものと考えられる爆風と土石流に襲われた。そして磐梯山北麓にあった上ノ湯、中ノ湯、下ノ湯という3つの温泉に滞在していた湯治客らは、噴火そのものの火山災害である噴石などによる被害に見舞われた。1888年の磐梯山噴火による死者は477名と推定されており、これは明治以降の近代日本において最も多い犠牲者が発生した火山災害である。
しかし1888年の磐梯山噴火については、噴火と山体崩壊のメカニズムと規模に関して専門家間で大きな見解の相違がある状態が続いている。

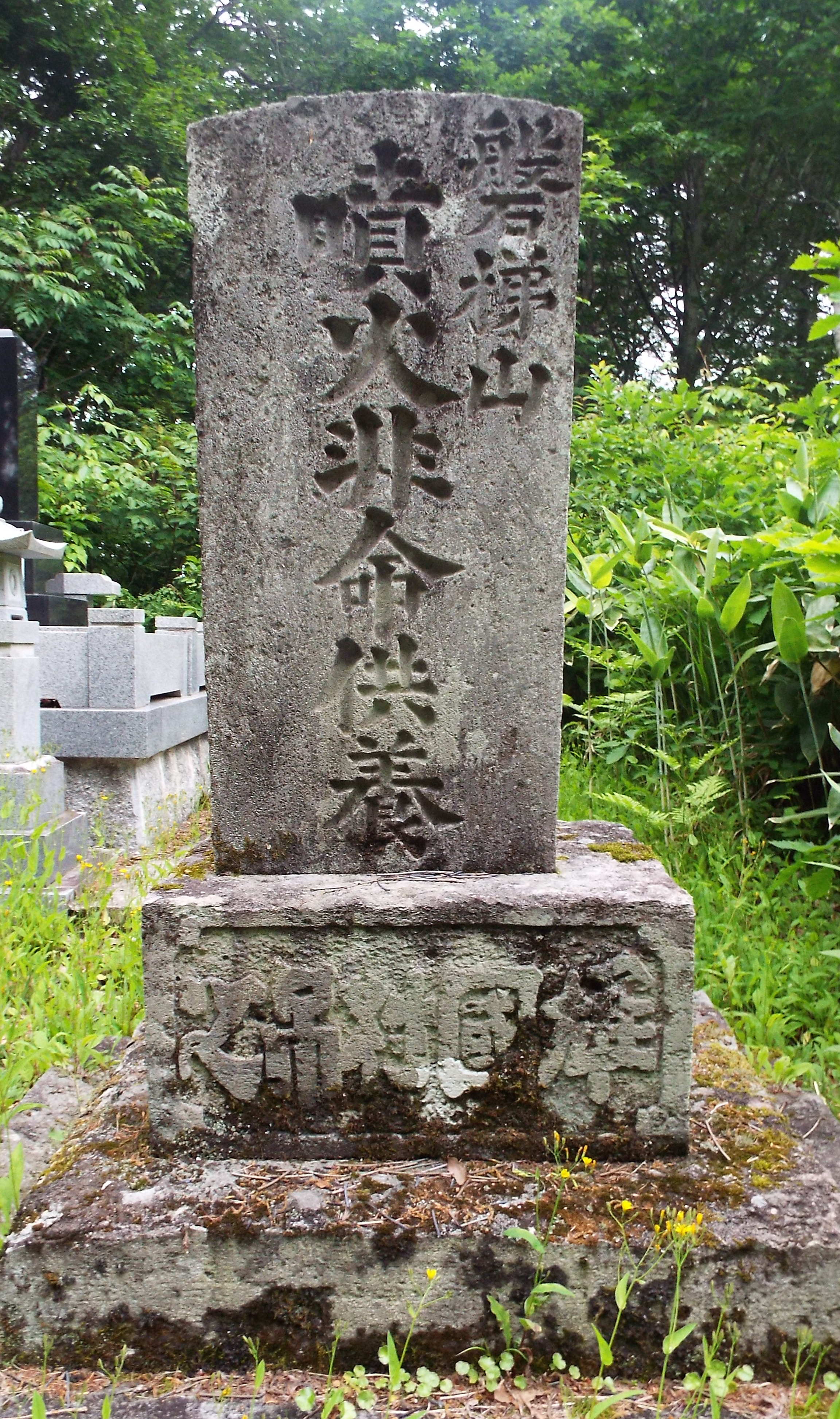
1888年の磐梯山噴火で、100名を超す最大の死者が出た雄子沢集落の噴火慰霊碑。1894年（明治27年）に建立された。

また1888年の磐梯山噴火は明治維新以降の近代日本で発生した最初の大規模災害であった。明治20年代に入り、それまでお雇い外国人に頼っていた研究活動が日本人の手によって担われるようになっており、磐梯山噴火は日本の火山研究が盛んになるきっかけを提供することになった。中でも帝国大学の関谷清景、菊池安による磐梯山噴火に関する研究は、日本における総合的火山研究の始まりであると評価されている。
噴火後の救援、報道についても、近代日本で初めて発生した大規模災害らしく鉄道や電報が活躍し、日本赤十字社の平時における救援活動、災害時のボランティア活動の始まりとなったり、報道機関主導の広範囲かつ大規模な義援金募集が行われた。また当時広まりつつあった写真や幻灯によって多くの国民に新たな自然災害像がもたらされるようになった。
そして戊辰戦争で朝敵とされた会津で発生した大規模自然災害である1888年の磐梯山噴火では、皇室から恩賜金が下賜され、政府が災害救援対策に乗り出した。それらは報道機関主導の広範囲かつ大規模な義援金の募集などとともに、これまでの幕藩体制のもと狭い地域の中で完結しがちであった人々の意識から、国民意識を育てる一つの契機となり、国家としても近代国家のあり方を示す契機にもなった。
1888年の磐梯山噴火後も被災地は二次災害に悩まされた。まず磐梯山北麓では桧原湖、小野川湖の形成が進む中で2集落の移転を余儀なくされ、東麓でも噴火後に流れが変わった琵琶沢から流れ下る土砂によって2つの集落が移転を強いられた。そして岩屑なだれによる大量の堆積物が長瀬川に押し出され続けることによって、長瀬川中流から下流域は度重なる水害に見舞われるようになった。結局、山体崩壊によって形成された桧原湖、小野川湖、秋元湖の水力資源開発の結果、各湖からの排水量がコントロールされるようになって水害は激減する。
また岩屑なだれに埋め尽くされ、荒廃した裏磐梯も、遠藤十次郎らの努力で緑化が進み、1950年（昭和25年）には磐梯朝日国立公園に指定され、国立公園指定をきっかけとして観光開発が進み、1888年の磐梯山噴火によって形成された五色沼などの多くの湖沼を擁し、風光明媚な裏磐梯は東京から比較的近いという事情もあって、東北地方有数の観光地へと発展する。
しかし1888年の磐梯山噴火によって形成された馬蹄型カルデラ内では、1938年（昭和13年）と1954年（昭和29年）に規模が大きな崩壊が発生しており、1938年の崩壊では死者も発生している。磐梯山は活火山であり、火山防災は極めて重要である。そこで、磐梯山の自然環境と、歴史や文化を観光するジオサイトとしての観光推進とともに、火山防災の普及啓発、体制作りを目的として磐梯山をジオパークとする運動が開始され、2011年（平成23年）磐梯山は磐梯山ジオパークとして日本ジオパークの指定を受けた。

## 磐梯山と山体崩壊

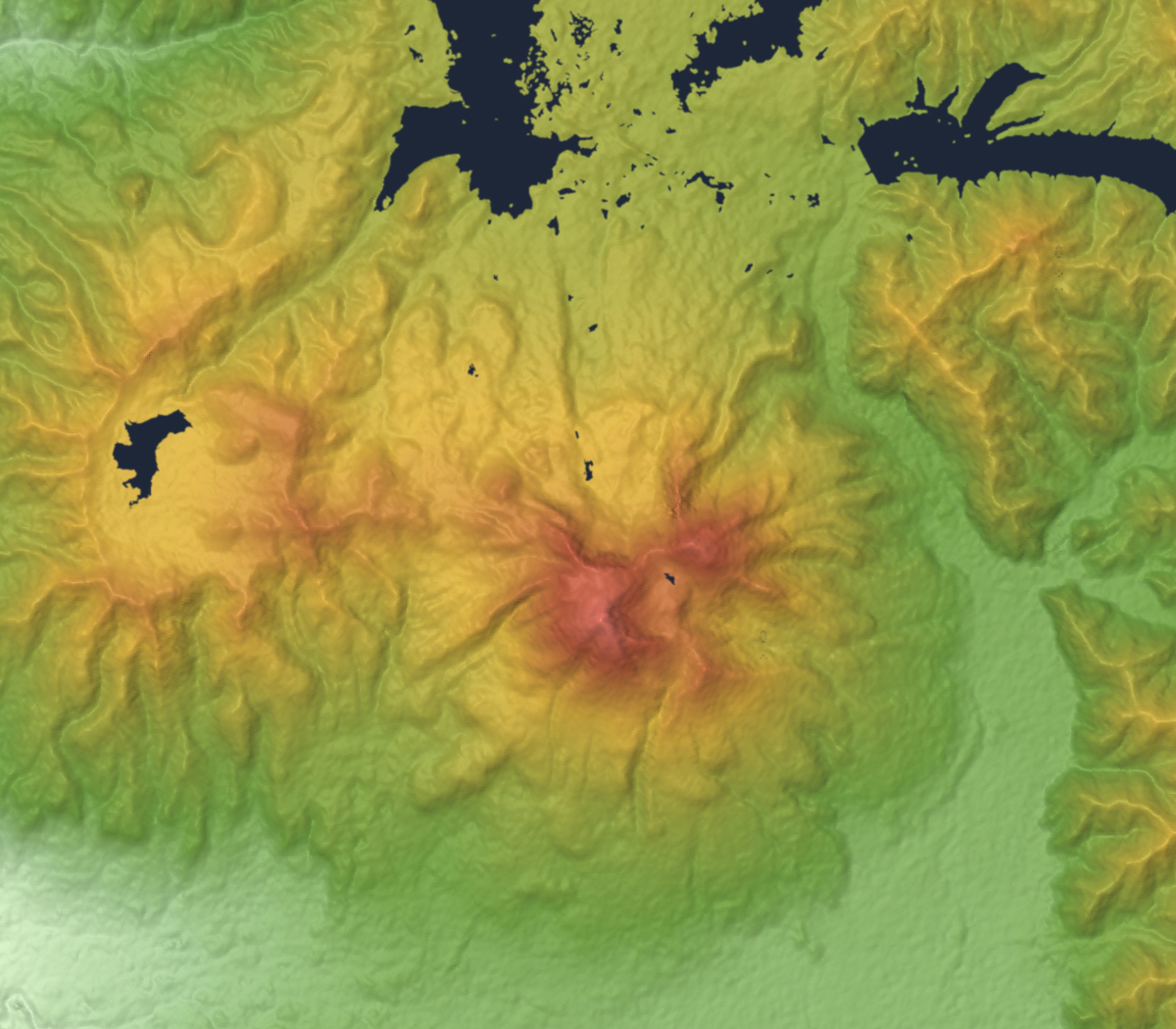
磐梯山の地形図。

磐梯山は福島県の中央部、猪苗代町、磐梯町、北塩原村にまたがる、山体の大きさが南北約7キロメートル、東西10キロメートル、高さ約1キロメートル、体積が約25立方キロメートルの成層火山である。磐梯山は他の成層火山と比べて山体の大きさに対して標高が高い特徴があり、全体的に急峻な地形となっている。山頂部には旧火口の沼ノ平があり、沼ノ平を囲むように最高峰の大磐梯、北東部には櫛ケ峰、南東部には赤埴山と3つの峰がある。かつて1888年（明治21年）の噴火以前には同じく沼ノ平を囲む峰のひとつに小磐梯があったが、噴火に伴う山体崩壊により消滅した。

### 成層火山としての磐梯山
磐梯山は成層火山ではあるが、単一の火山体ではなく、前述の大磐梯、櫛ケ峰、赤埴山、そして1888年に消滅した小磐梯の合計4つの成層火山が重なり合っていた。これら4つの成層火山は比較的近接しており、各成層火山の形成とともに、山体崩壊を繰り返すことによって現在の磐梯山が形作られていったと考えられている。
磐梯山の火山活動がいつ頃から始まったのかについては、はっきりとしていない。磐梯山の西には猫魔火山があり、磐梯山と同様の安山岩により火山体が形成されている。新エネルギー・産業技術総合開発機構の調査によれば、猫魔火山から噴出した安山岩のカリウム-アルゴン法による年代測定は111万年前から35万年前との数値が出されている。磐梯山周辺のローム層内のテフラを分析しても猫魔火山起源と考えられるテフラは見当たらないため、磐梯山の活動は猫魔火山の活動終息後に始まったものと考えられている。ただし、磐梯山の山体の地下からは70万年前、112万年前とのカリウム-アルゴン法による年代測定結果が出ている溶岩が見つかっており、磐梯山の初期活動によるものである可能性が指摘されているが、磐梯山以前の噴火活動によるとの解釈もあり、結論は出ていない。
はっきりと磐梯山の活動によるものとされる最初期の噴出物は溶岩が主で、テフラは一層のみである。溶岩の年代測定結果はそれぞれ大きなばらつきが見られ、また一層のみのテフラでは活動の年代推定は困難であるが、磐梯山周辺の広域テフラの層序から、30万年前よりもやや古い時代のものと判断されている。
30万年よりやや古い時代以降、磐梯山は溶岩や火山灰を盛んに噴出する火山活動を断続的に続けてきた。磐梯山の活動は大きく分けて古期、新期の二期に分けられ、古期は櫛ケ峰と赤埴山、新期は大磐梯が形成された活動に当たる。古期と新期の間ないし新期の活動最初期である約4万年前には、磐梯山の南西部で噴火に伴い大規模な山体崩壊が発生し、山麓に翁島岩屑なだれが流れ下った。その後、大規模な山体崩壊後の火口では新たな火山活動が始まり、大磐梯が形成されていった。磐梯山では約9400年前まではマグマが噴出する火山活動が認められているが、その後の噴火はマグマが直接的に関わることが無い水蒸気爆発型であると考えられている。また、中村（2005）では、磐梯山の古期の活動は約50万年前以降、新期の活動は約8万年前から、そして約2.5万年前からは水蒸気爆発型の噴火に移行したとの噴火史を唱えている。

### 小磐梯の形成について

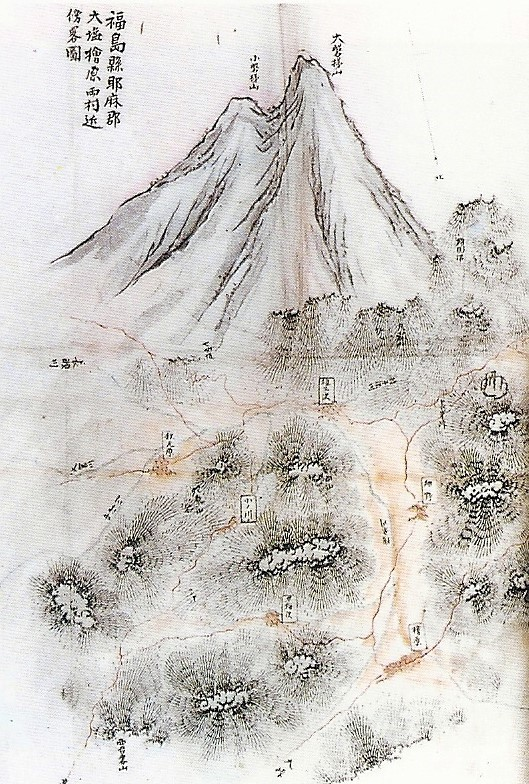
明治初年に福島県が作成した、現在の裏磐梯の絵地図。大磐梯の左側に1888年噴火に伴って発生した山体崩壊で消滅した小磐梯が確認できる。

1888年の噴火に伴う山体崩壊によって消滅した小磐梯の形成時期は、約5万年前という説と大磐梯と同じく新期の磐梯火山の活動によるものであるとの説がある。約5万年前との説の根拠は、絵画資料などから復元された消滅前の小磐梯は、浸食があまり進んでいない大磐梯よりも開析が進んでいたと考えられること。そして小磐梯の火山活動によって噴出したと考えられる火山灰の層序を根拠としている。
一方、大磐梯と同じく新期の磐梯火山の活動によるとする説の根拠としては、復元された小磐梯は古期の火山活動によって形成された櫛ケ峰と赤埴山よりも浸食が進んでいないこと。また磐梯山の北西部に見られる、溶岩上の皺や溶岩堤防がはっきりと残っている長さ約4.5キロメートル、幅約750メートル、厚さ約50メートルの、磐梯火山の溶岩流の中でも最も新しい時代のものと判断される溶岩流について、その流出経路から考えて小磐梯の活動によるものであるとして、磐梯火山の中でも最も新しい時代に形成が進んだ火山体であると見なしている。
1888年に消滅した小磐梯は、各種資料による推定によれば、大磐梯の北ないし、やや北北東寄り、櫛ケ峰の西ないしやや西南西寄りにあって、標高は1819メートルの大磐梯よりも数十メートル低い、1740メートルから1760メートル程度であったと考えられている。また小磐梯の西側山体には小磐梯の一部と見なされていた湯桁山と呼ばれる峰があり、湯桁山から北西に延びていた尾根周辺には上ノ湯、中ノ湯、下ノ湯という3つの温泉があったと考えられている。

### 繰り返される山体崩壊
磐梯山の火山活動の特徴として、これまで山体崩壊を頻繁に引き起こしてきたことが挙げられている。磐梯山の山麓からは15層もの山体崩壊に伴う岩屑なだれの堆積物層が確認されている。磐梯火山の形成史の中でこれまで多くの山体崩壊が発生してきたのには、何らかの原因があったものと考えられている。
千葉、木村、佐藤（1995）では、磐梯火山の活動を6噴火フェーズに分け、各フェーズの間には活動の休止期があったとした。そして休止期を終えて新たな噴火フェーズに入る時期に、プリニー式噴火に伴い、前噴火フェーズで形成された火山体が大規模な山体崩壊を引き起こしたとの説を唱えている。
他の火山に比べて急峻な磐梯山の地形は山体崩壊が起きやすいとする説もある。この説では、後述のように成層火山の形成が一段落した後、水蒸気爆発によって規模の小さな山体崩壊が繰り返され、その結果として急峻な上に小崩壊の影響で不安定となった山体が大崩落するタイプの山体崩壊が発生するという説が唱えられている。
また大谷（1995）は、磐梯山の火山体の北西から南東方向には断層活動に伴って地殻弱線帯が形成されていて、地殻弱線帯は破砕や温泉による地質の変質作用の結果、もろく崩れやすくなっているとした。つまり磐梯山の北西から南東側にかけて、帯状のもろく崩れやすい地殻弱線帯が存在していると考えている。そしてこれまで磐梯山で頻発してきた山体崩壊は、この地殻弱線帯部分の崩壊をきっかけとして発生しているとし、北西や南東方面といった地殻弱線帯に平行した山体崩壊は、崩壊の開始部分が地殻弱線帯の太さに限定されるために比較的小規模なものに留まるが、地殻弱線帯と直交する南や北方向へ向けての山体崩壊は、地殻弱線帯に沿って大規模に崩れた場合、規模の大きい山体崩壊に発展することになる。この説では、約4万年前の磐梯山の南西部で発生した翁島岩屑なだれや、1888年の小磐梯を消滅させた磐梯山の北側で発生した山体崩壊は、地殻弱線帯に沿って発生した崩壊がきっかけとなって、大規模なものに発展したものとしている。

### 約1万年前からの火山活動と山体崩壊
前述のように磐梯山の火山活動は約1万年前以降、マグマが直接関与しない水蒸気爆発型の噴火となっている。そして水蒸気爆発に伴い、山体崩壊が発生していたことが山麓の岩屑なだれの堆積物の分析から明らかになっている。磐梯山東側の山麓に見られる小水沢岩屑なだれ堆積物、琵琶沢岩屑なだれ堆積物、南西側の山麓で見られる滝ノ沢岩屑なだれ堆積物は、ともに堆積物中に水蒸気爆発時に噴出したと考えられる火山灰が確認される、過去1万年以内の山体崩壊による岩屑なだれの堆積物と考えられている。中でも東麓の琵琶沢岩屑なだれ堆積物は、堆積物中の木片の放射性炭素年代測定結果から、約2500年前の山体崩壊によるものであると考えられている。
小水沢、琵琶沢、滝ノ沢の岩屑なだれを引き起こした山体崩壊は、それぞれ約4万年前の磐梯山の南西部で発生した翁島岩屑なだれや、1888年の小磐梯を消滅させた磐梯山の北側で発生した山体崩壊よりも小規模であった。しかし小規模な山体崩壊を繰り返していくうちに山体全体が不安定となり、1888年の大規模な山体崩壊を引き起こすことに繋がったとの説が唱えられている。
歴史記録に残る磐梯山の噴火は806年（大同元年）の噴火である。新編会津風土記によれば恵日寺は磐梯山の怒りを鎮めるべく、807年（大同2年）に創建されたと伝えられており、また磐梯山山頂周辺では806年の噴火によると考えられる水蒸気爆発に伴う噴出物（HAL2）が確認されていて、806年の噴火は事実であると見られている。
806年の噴火後、江戸時代の天明年間にも噴火活動があったとの説がある。この説では、1787年（天明7年）に出版された「東国旅行談」という書籍に掲載されている「盤大山之炎」という磐梯山の記録、そして1888年の噴火後の調査で、地元住民から江戸後期に大量の岩屑が琵琶沢を流れ下ったとの言い伝えがあるとの記録から、天明年間に山頂部の旧火口の沼ノ平で水蒸気爆発があり、噴火に伴って琵琶沢方面へ爆風（ブラスト）が流れ下った可能性が高いと分析している。なおこの分析では1888年噴火時にも沼ノ平周辺で噴火が発生し、琵琶沢方面へ爆風が流れ下ったとして、天明年間のそれと類似の現象が約100年間隔で繰り返されたとしている。
その他1719年（享保4年）に噴火の可能性がある記録があり、1643年（寛永20年）、1655年（明暦元年）に磐梯山が鳴動したとの記録もあるが、いずれも不明確なものである。しかし沼ノ平では噴火前、中央部に常に噴気がある硫黄山と呼ばれた小丘があって、マッチの原料の硫黄を採掘していたと伝えられていて、1888年の磐梯山噴火以前の噴気活動は比較的活発であったと考えられている。

## 1888年の噴火と山体崩壊

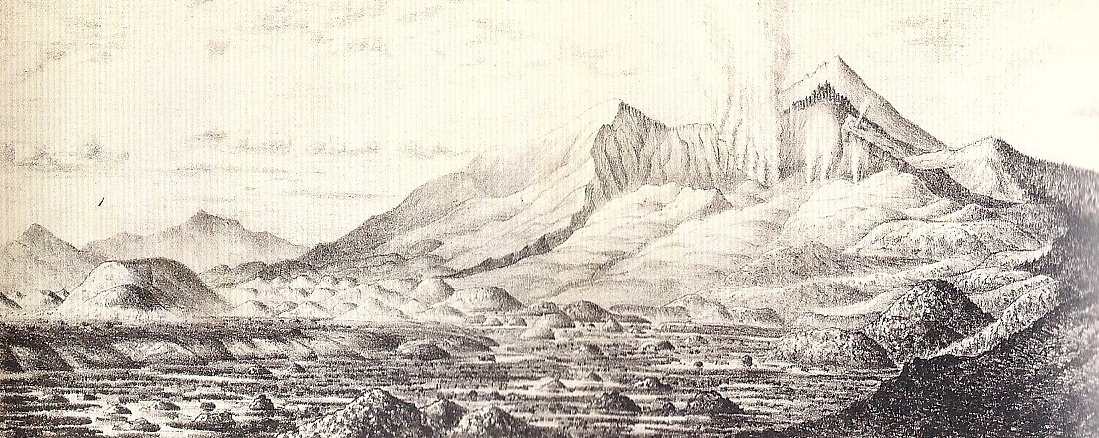
帝国大学助教授の菊池安（1862-1894）スケッチの、噴火後に北側から見た磐梯山。山体崩壊による流れ山が多数確認できる。1890年発表の論文、S.Sekiya,Y.Kikuchi「The Eruption of Bandai-san」所収。

1888年（明治21年）7月15日の朝、7時30分ないし7時45分頃、磐梯山が噴火した。噴火とともに山体崩壊が発生して磐梯山北麓の集落が埋没し、更には山体崩壊の崩壊物は泥流となって長瀬川を流れ下った。また磐梯山東麓の主に琵琶沢流域には、土石流と火砕サージに伴う爆風（ブラスト）が襲った。そして湯治のために磐梯山中腹の温泉に滞在していた人々の多くが噴石などに襲われてその多くが亡くなり、死者477名を出す大惨事となった。これは明治以降の日本の火山災害の中で最大の犠牲者数である。
1888年の磐梯山噴火は欧米から近代科学を受け入れるようになった近代日本において、外国人から日本人に科学研究の主体が移り変わる時期に起きた。日本における火山の研究はようやく始まったばかりであり、磐梯山噴火は日本の火山研究が盛んになっていくきっかけとなった。中でも後述の帝国大学の関谷清景、菊池安による磐梯山噴火に関する研究は、日本における総合的火山研究の始まりであると評価されている。関谷と菊池は噴火後の磐梯山で地震計による連続観測を実施し、日本で器械を用いた最初の科学的火山観測であるとされている。更に関谷と菊池が共同で発表した論文は、その後の火山観測、火山災害についての研究の指針となった。
噴火直後、農商務省地質局、内務省地理局、そして帝国大学の研究者が現地に派遣された。各研究機関の職員は独自に現地調査、研究を進め、調査研究成果をそれぞれ論文として発表している。また当時活動していたお雇い外国人の研究者たちも磐梯山の現地調査を行い、成果を論文発表している。ところがその内容には噴火についての大きな見解の相違が見られ、結果として後世の研究者たちは、相矛盾する磐梯山噴火後の研究調査報告論文のいずれかを選択し、研究を進めていかねばならないジレンマがある。
これまでの多くの研究者は帝国大学の関谷清景、菊池安の研究成果をもとにそれぞれの研究を深化させている。しかし関谷 - 菊池の研究を基にした研究者間でも、例えば噴火の規模が大規模であったという説と、噴火そのものは小規模であったものの、急峻かつ不安定な山体が噴火を引き金として大崩落したという説が対立している他、磐梯山の噴火と山体崩壊のメカニズムや実態については明らかになっていない点が数多く残されている。

### 前兆
1888年7月15日の磐梯山噴火前、顕著な前兆現象の発生は確認されていない。噴火の約一週間前から、磐梯山周辺で有感地震が複数回発生していたことは地元住民の証言から明らかであるが、それ以外に確実な前兆現象を捉えたと判断できる事例は確認されていない。
磐梯山中腹の中ノ湯に湯治に訪れていた最中に噴火に遭い、生還した鶴巻良尊による証言では、噴火前日の14日は晴天で、午前10時頃から湯量が少し減り、午後3時以降著しく湯量が減少したとのことであるが、もともと中ノ湯は晴天時には湯量が減り、雨になると増えるのが常であったため、鶴巻はいつものことであると判断し、異変が起きているとは見なさなかった。噴火時、磐梯山山腹の上ノ湯、中ノ湯、下ノ湯では、湯治客が避難せずに滞在したまま被害に遭っていることから考えても、噴火前に特に目立った前兆現象が無かったことが推測される。

### 噴石や火山灰の噴出
1888年7月15日の午前7時頃から、磐梯山麓では地震や鳴動が連続して感じられるようになった。7時30分頃には強い揺れの地震が発生し、その後更に激しい揺れの地震が発生した直後、磐梯山北側において大音響とともに噴火が起きた。噴火は午前10時頃には沈静化していき、同日16時頃にほぼ終息した。
1888年の噴火時、最大で大磐梯の約3倍ないし、4倍の高さにまで噴煙が上がったとされている。山麓には火山灰や火山礫といった火山噴出物が降下したが、噴火時は西北西の弱い風が吹いている状態であったため、火山噴出物は主に東南東方向に降下し、福島県の太平洋沿岸まで降灰が確認された。
火山灰は磐梯山東側の多い場所で約30センチメートルの記録がある。噴石などの火山噴出物による被害は山麓部では少なかったが、磐梯山北側の山腹にあった上ノ湯、中ノ湯は壊滅的な被害を被り、多くの湯治客や湯守が犠牲となった。

### 山体崩壊

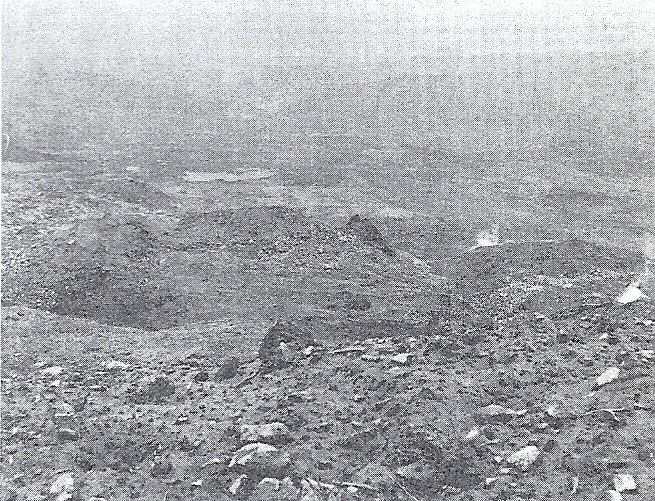
磐梯山北側中腹から撮影された、岩屑なだれの流下状況。後に桧原湖となる水たまりが確認できる。

小磐梯を消滅させた山体崩壊は、崩壊部分のボーリング調査の結果、滑りやすい性質の凝灰岩層をすべり面として山体が崩れたものであったと考えられている。
小磐梯が崩壊した跡には、南北約2キロメートル、東西1.5～2.1キロメートル、深さ100～400メートルの馬蹄型カルデラが出来た。なお馬蹄型カルデラの北側については、岩屑なだれが流下した方向に当たるためにカルデラ壁は無い。カルデラ壁は垂直に近く崩れやすいため、噴火直後から崩落が続いている。
馬蹄型のカルデラの北部から、桧原湖南岸付近までの約3キロメートル、幅約600メートル、深さ約40～80メートルの、アバランシュバレーと呼ばれる谷底が平らな箱状の谷が形成されている。このアバランシュバレーは山体崩壊による岩屑なだれが山肌を削ったか、または地すべりを誘発させたことによって形成されたものと考えられている。

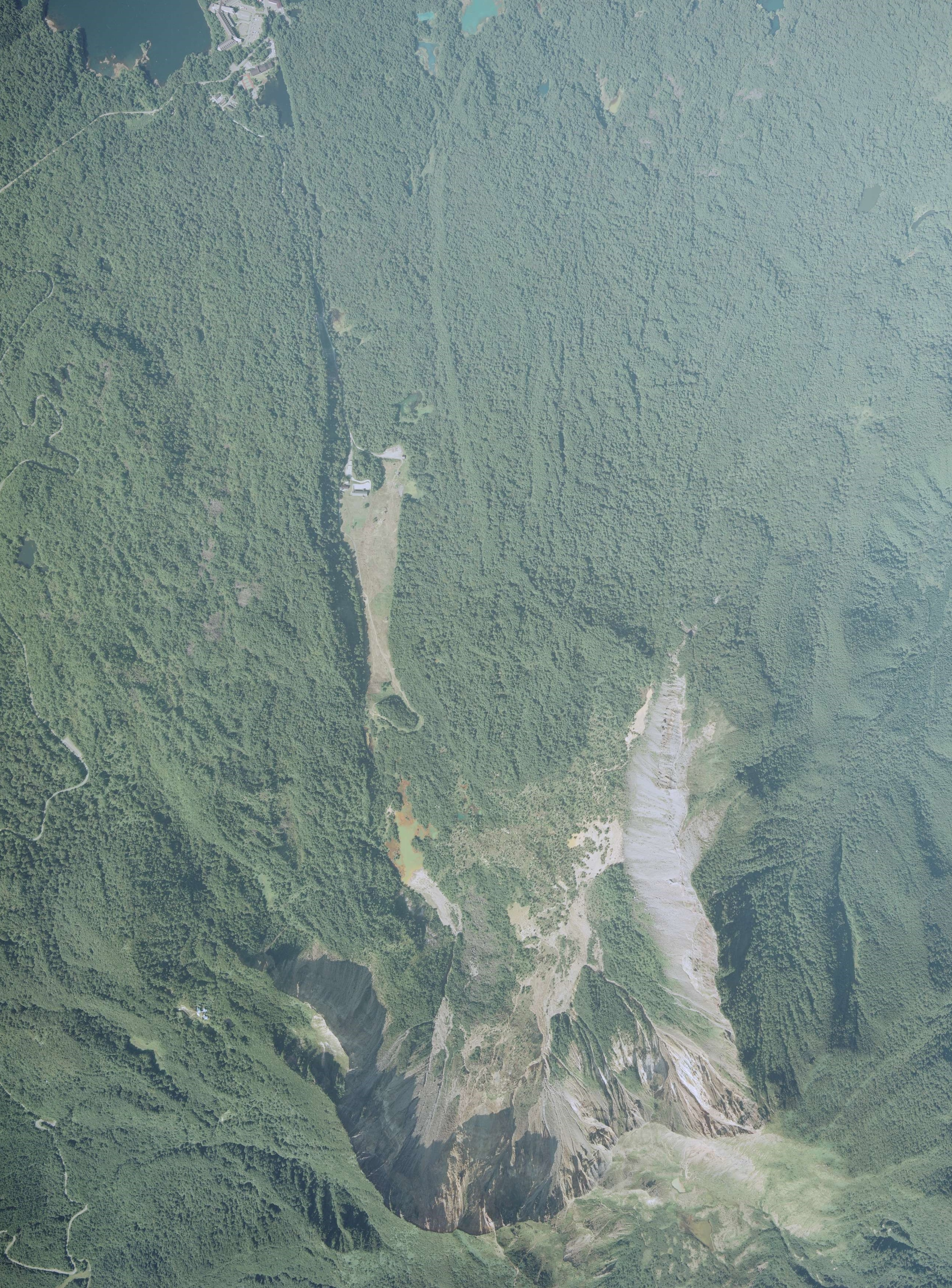
磐梯山の馬蹄型カルデラからアバランシュバレー、そして桧原湖南岸にかけての空中写真。。2000年9月撮影。画面下方に山体崩壊跡の馬蹄型カルデラ、中ほどから上方にアバランシュバレーが延び、左上方に桧原湖が見える。

岩屑なだれは時速約80キロメートルで山麓へ向けて流れ下ったと考えられている。岩屑なだれは山麓を流れ下って磐梯山山頂部から北側から北東側にかけて約34平方キロメートルの範囲に扇形に広がり、長瀬川やその支流の谷を埋め尽くした。最も長距離を流れたものは北側に約15キロメートル流れ下った。主流はアバランシュバレーを通って長瀬川の上流方面へ向かったと考えられ、アバランシュバレーの延長線上に分布する流れ山の規模や密度は特に大きい。岩屑なだれの主流が長瀬川の上流方面に流れ下ったため、長瀬川の上流部は最も厚い堆積物で堰き止められることになり、その結果として最も大きな桧原湖が形成された。更に岩屑なだれは長瀬川の支流の小野川を堰き止めて小野川湖、同じく長瀬川支流の中津川、大倉川を堰き止めて秋元湖が形成された。また、岩屑なだれの堆積地は起伏に富んでおり、低い場所には水が溜まり、五色沼などの小湖沼が数多く形成されることになった。
なお、山体崩壊は火山の噴火だけではなく、地震等によっても誘発される。噴火による山体崩壊の岩屑なだれと非火山性のものとは、流動性に違いがあるとの研究があり、1888年の磐梯山噴火時の岩屑なだれの性質は、噴火によるものとよく合致しているとの分析結果がある。
岩屑なだれが流れ下り、堆積した磐梯山北麓には広い範囲に流れ山が分布している。流れ山は陸地ばかりでなく、桧原湖、小野川湖、秋元湖などの湖底にも分布している。流れ山の大きさは底部が数十メートルから200メートル程度、高さは数メートルから20メートル以下のものがほとんどである。また山体崩壊の岩屑なだれは、応力が低下するにつれて急速に粘度が上昇する、非ニュートン流体、チキソトロピー的な性質が知られている。そのため自然堤防、側端崖、末端崖といった地形を形成するが、磐梯山の北麓でははっきりとした自然堤防、側端崖、末端崖は確認できない。これは1888年の磐梯山噴火における岩屑なだれは、チキソトロピー的性質が薄かった可能性や、噴火以前の原地形の影響を受けた可能性が指摘されている。

#### 長瀬川を下った泥流

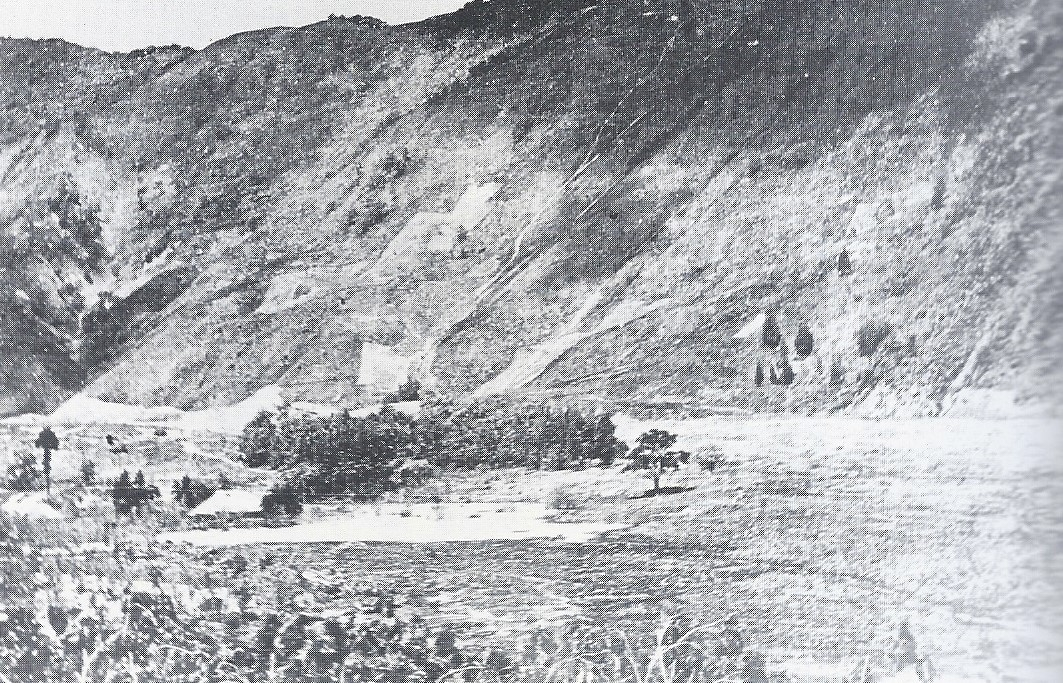
長坂集落付近で撮影された長瀬川を流れ下った泥流の光景。

岩屑なだれは泥流化し、川上温泉付近から長瀬川を約6キロメートル流れ下った。泥流は長瀬川流域に大きな被害をもたらしたが、地元住民の証言によれば、泥流は大きな木々が混ざった水田の泥のような流れであったという。

### 東麓を襲った火砕サージと土石流

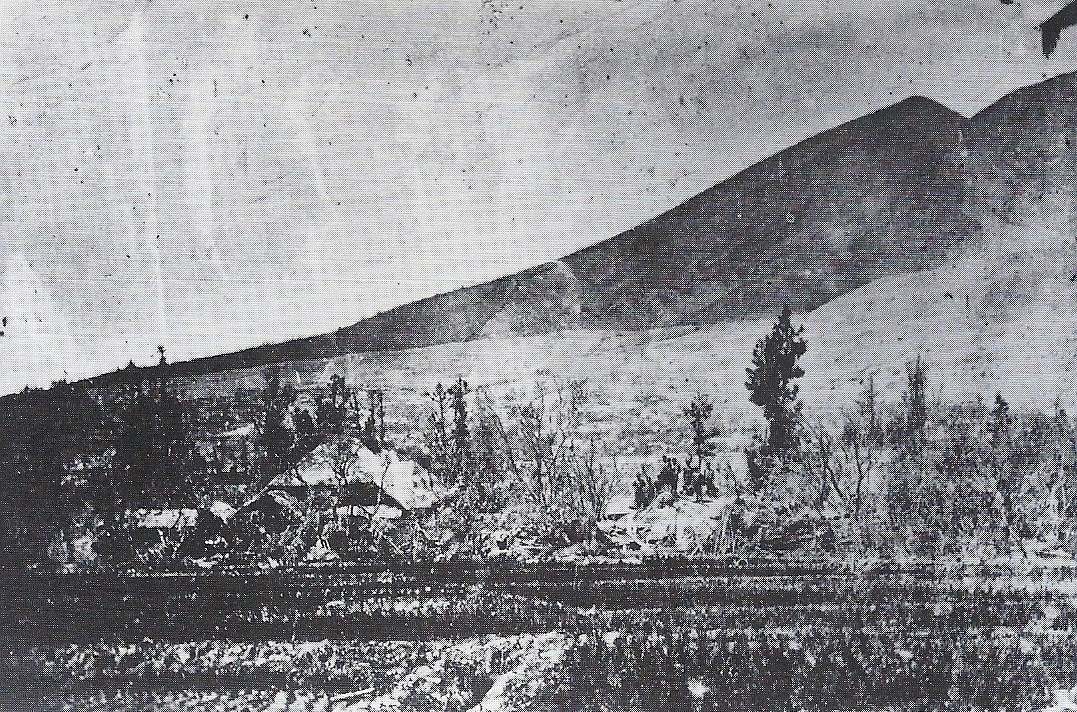
火砕サージに伴う爆風で破壊された白木城集落。中ほど右側の潰れた家屋のところに、数人の住民が集まっている姿が確認できる。

磐梯山の東麓は、噴火開始直後に岩片、礫、砂交じりの高温の爆風（ブラスト）に襲われた。爆風の勢いは極めて強く、東麓の琵琶沢方面では赤埴山の山腹で直径1メートルを超える木がなぎ倒され、ふもとの集落では人が吹き倒される、衣服が剥ぎ取られる、礫が激しく当たる、爆風に混じっていた小枝によって髪の毛や皮膚が損傷するなどの被害を受けた。また爆風は集落が無い磐梯山の北西側も襲ったことが知られていて、磐梯山北西の丸山は、爆風の影響で豊かに茂っていた森が丸裸になってしまった。しかし磐梯山の南麓や岩屑なだれが襲った北から北東にかけては、爆風の被害報告は無い。
この爆風の正体は火砕サージであると考えられている。磐梯山山麓での堆積物調査によれば、火砕サージによると考えられる堆積物は、磐梯山の東側、北東側、そして北西側から確認されている。しかし岩屑なだれが流下している北麓では火砕サージ堆積物は見つかっていない。これは1888年以降も続いた馬蹄型カルデラの崩壊によって火砕サージ堆積物が埋められてしまい、発見が困難であるためと考えられている。
火砕サージは地元住民の目撃証言や堆積物の層位から、複数回発生したと考えられている。初回は山体崩壊の直前に発生したと見られている。ふもとを襲った火砕サージは熱く、衣服を着ていても火傷を負うくらいであったが、火傷による死者や家屋の火災は無く、また堆積物中に炭化していない有機物が含まれることから、あまり高温ではなかったと推測される。
堆積物の層位から判断すると火砕サージは山体崩壊後も発生したと考えられている。そして琵琶沢流域では土石流も発生しているが、これは当日午前10時頃に発生した激しい降雨の影響で発生したとの説と、噴火開始直後、火砕サージとともに山体崩壊以前に起きたとの説がある。

### 噴火と山体崩壊のメカニズムの諸説
1888年の磐梯山噴火については現地調査を行った専門家の各論文内容に大きな見解の相違が見られる。また噴火と山体崩壊のメカニズムや実態についても諸説がある。ここでは主な説と争点について説明する。

#### 関谷 - 菊池説

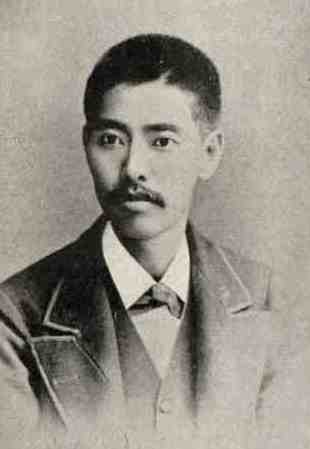
帝国大学教授の関谷清景。助教授の菊池安との磐梯山噴火研究は、日本における総合的火山研究の草分けであり、研究の指針となった。

帝国大学の教授、関谷清景と助教授の菊池安は、帝国大学の派遣命令を受けて噴火直後の磐梯山に赴き、調査研究に従事した。関谷は小磐梯が全面的に崩落した現場の状況を把握した後、崩壊の規模を算定する必要性を感じ、帝国大学に測量を行う工学士の追加派遣を要請した。二人は7月31日から磐梯山中腹の中ノ湯の半壊した建物をベースキャンプとして調査を行い、8月3日からはメンバーに加わった工学士の戸谷亥名蔵と共に、8月8日に下山するまで調査を続けた。
二人は共同で磐梯山での調査研究に従事したが、両名の磐梯山噴火に対する認識には相違があったとされる。しかし合同の研究成果として公表された関谷、菊池（1888）、 S.Sekiya,Y.Kikuchi（1890）は、両論文とも教授であった関谷の見解に沿ってまとめられており、関谷の解釈と異なる部分の菊池の見解は見られない。いずれにしても二人の現地調査を踏まえた研究成果は高く評価され、1888年の磐梯山噴火について最も重要な調査研究とされ、専門家は基本的に関谷、菊池の論文をもとに研究を展開するようになった
関谷、菊池論文によれば、噴火当日、朝の7時頃から磐梯山で山鳴りがあり、その後、強い地震が続いて発生し、引き続いて強い鳴動の中、小磐梯から水蒸気と共に岩石が吹き上げられた。まもなく15回から20回の大破裂が発生して小磐梯からの水蒸気交じりの岩石の吹き上げが続き、最後の大破裂のみが上ではなく、横側の北へと抜けたとした。大破裂が始まってから最後の破裂まではわずか1分程度であった。その後も約30～40分間、規模が小さな崩落が続いたとした。
これによって、1888年の磐梯山噴火の噴火活動は、噴火によって消滅した小磐梯で発生したと結論付け、磐梯山東麓の琵琶沢やその周辺に被害をもたらした爆風と土石流は、小磐梯で発生した噴火とそれに伴って発生した山体崩壊のいわば支流であると解釈した。
磐梯山の噴火で発生した崩壊量は、約1.213立方キロメートルと推定された。この数値は崩壊前の小磐梯を円錐形をしていたとの推測のもとに算定された。噴火と山体崩壊の経緯やメカニズムとともに、約1.2立方キロメートルとの崩壊量推定もまた定説となり、その後も崩壊量が1立方キロメートル程度と見積もった研究成果が公表されている。

#### 米地の多段階崩壊説
関谷 、菊池論文によるによる磐梯山噴火と山体崩壊のメカニズムは多くの研究者に受け入れられて定説化したが、米地文夫は地元住民の噴火の目撃談や噴火の最中に撮られたと考えられる写真などから、反論を唱えている。米地によると、関谷、菊池論文は自説に合わない目撃談等は無視、歪曲するなど、恣意的な資料操作を行ったと推測している。
米地は噴火開始の直後に小磐梯が全面崩壊したわけではなく、段階的に崩壊したと考えた。山体崩壊は磐梯山北側山腹での水蒸気爆発直後、同じく山腹部での小規模な崩壊として始まったとしている。そして山腹で起きた崩壊の結果、不安定となった小磐梯は最終的に山頂部を含む大崩壊を引き起こし、消滅したと考えている。米地は小磐梯は噴火開始後約80分から90分後までは残存したとした。
米地説の根拠は、前述のように地元住民の噴火の目撃談や噴火の最中に撮られたとされる写真などである。米地は噴火に関する証言の中でも、磐梯山山腹の中ノ湯に湯治に訪れていた最中に噴火に遭い、生還した鶴巻良尊による証言を重視している。鶴巻の証言から、噴火は磐梯山北側での山腹で始まり、同じく山腹部で小規模な崩壊が始まったのは明らかであるとした。そして最初の破裂の後、約2時間後に二度の破裂があったとの証言から、自らの多段階崩壊説を補強している。また噴火開始直後に撮影されたとされる写真には小磐梯が写っているとして、噴火直後に小磐梯が崩壊したという説は誤りで、噴火開始後ある程度の時間は残存していたと指摘している。
1888年の磐梯山噴火と山体崩壊について、米地は水蒸気爆発は小規模なもので、小磐梯が全面崩壊した大規模な崩壊はむしろ地すべり的な要素が強い現象と見なしている。そして関谷、菊池が約1.213立方キロメートルと推定した崩壊量についても、推定される崩壊前の小磐梯の地形などから考えて規模が大きすぎるとし、0.5～0.6立方キロメートル程度と推定した。
米地の多段階崩壊説については、関口、原口、岩橋（1995）、茂野（2004）のように多段階崩壊を前提として噴火モデルを提唱している専門家がいる。一方、多段階崩壊説への対論としては、まず裏磐梯の旧桧原村方面に流れ下った岩屑なだれは、噴火開始から10分以内に押し寄せてきたとの証言がほとんどであり、これは多段階崩壊説にとって不利な材料である。また噴火直後に撮られたという写真は小磐梯ではなく、小磐梯の西側山体にある湯桁山であると反論がある。これらの説に対し米地は、噴火後約10分以内に山麓の村々を襲った岩屑なだれは山腹部で発生した最初の山体崩壊によるものであり、噴火直後に撮られた写真に写った山影はやはり小磐梯であると再反論している。

#### 浜口の複数火口説
浜口博之は米地と同じく、関谷 - 菊池説は、噴火の目撃証言や現地調査の成果に恣意的な解釈を行っていると批判している。しかしその説は米地と大きく異なり、米地もまた、関谷 - 菊池説に囚われた現象解釈を行っていると指摘した。
浜口は、噴火直後に現地調査を行った研究者による論文の内容、そして地元住民の体験報告を精査し、まず農商務省地質局の和田維一郎が官報に発表した報告とドイツ語論文、和田と同じく農商務省地質局の大塚専一の論文、お雇い外国人の研究者であったW.K.Burton、C.G.Knottの論文と、関谷 - 菊池説との違いに着目した。
磐梯山の噴火と山体崩壊の経過としては、浜口は米地の多段階崩壊説は取らず、関谷 - 菊池説と同様に噴火開始と小磐梯の崩壊が極めて短時間の間に連続的に発生したとの見解を採る。浜口が問題としたのは、関谷 - 菊池説では、1888年の磐梯山噴火は小磐梯で発生し、噴火場所はひとつであり、磐梯山東麓の琵琶沢やその周辺に被害をもたらした爆風と土石流は、小磐梯山で発生した噴火とそれに伴って発生した山体崩壊の支流であるとした見解である。浜口によると、噴火は小磐梯だけではなく沼ノ平と琵琶沢の最上流部の日蔭沢でも発生しており、噴火口は複数であったとしている。
噴火が複数の場所で起きたとする根拠は、まず噴火後の実地調査研究についての関谷 - 菊池説以外の論文にある。官報に磐梯山噴火について報告書を掲載した農商務省地質局（地質調査総合センターの前身）の和田維一郎は、火口は山体崩壊を引き起こした磐梯山北部の小磐梯の他に、南部の沼ノ平ないし日蔭沢にも火口があるとした。和田は1890年に発表したドイツ語論文でも同様の説を述べている。また、農商務省地質局の大塚専一の報告書でも沼ノ平からも噴煙が上がり、北方の小磐梯以外に東方の琵琶沢方面へも崩壊が起きたとしている。
浜口は更に、1890年のお雇い外国人帝国大学教授のC.G.Knottが発表した関谷 - 菊池説で沼ノ平から琵琶沢の噴火活動を軽視されていることを批判する論文を注目し、同論文に載せられた大磐梯への登山中に噴火に遭遇したという人物の証言を重視した。証言によると、噴火直後、まず巨大な水烟が立ち上るのを見た。気を落ち着けようと煙草を吸っていると、轟音と振動の中、（琵琶沢下流の）自分の生まれた村が土石流に襲われていく状況を目の当たりにした。その直後、磐梯山（小磐梯）がほぼ丸ごと上に持ち上げられそのまま下の谷の方に流れ落ちていき、同時に立ち昇る大量の水蒸気の中、電光があらゆる方向に放射された……としている。
また、他の地元住民の噴火目撃情報や、小林栄の磐梯山噴火に関する論文などからも、関谷、菊池論文の定説は、関谷の火山噴火に関する認識に沿った内容にまとめられたもので、それに合わない情報は無視され、結果として事実とは異なる歪曲されたものになったと結論付けている。
浜口は噴火の主体は小磐梯ではなく、沼ノ平直下約1キロメートルに発生した半径約500メートルの熱水溜りであるとした。この説の根拠としては、上述の噴火直後に現地調査を行った研究者による研究論文の内容、地元住民の体験報告の他に、近年の磐梯山直下で発生した群発地震の発生状況が挙げられている。浜口は、1888年磐梯山噴火は、沼ノ平直下約1キロメートルの半径約500メートルの熱水溜りを爆発源とする水蒸気爆発で、噴火直後に発生した水烟は沼ノ平の火口から噴出し、その後まず日蔭沢の火口から爆風と土石流が発生し、続いて沼ノ平直下の熱水溜りから割れ目に沿って斜め北方に、高温かつ高圧下にあった水蒸気などからなる火山性の流体が急激に減圧、膨張しながら噴出した結果、小磐梯を消滅させた山体崩壊が発生したものであるとした。

#### 噴火と山体崩壊の規模について

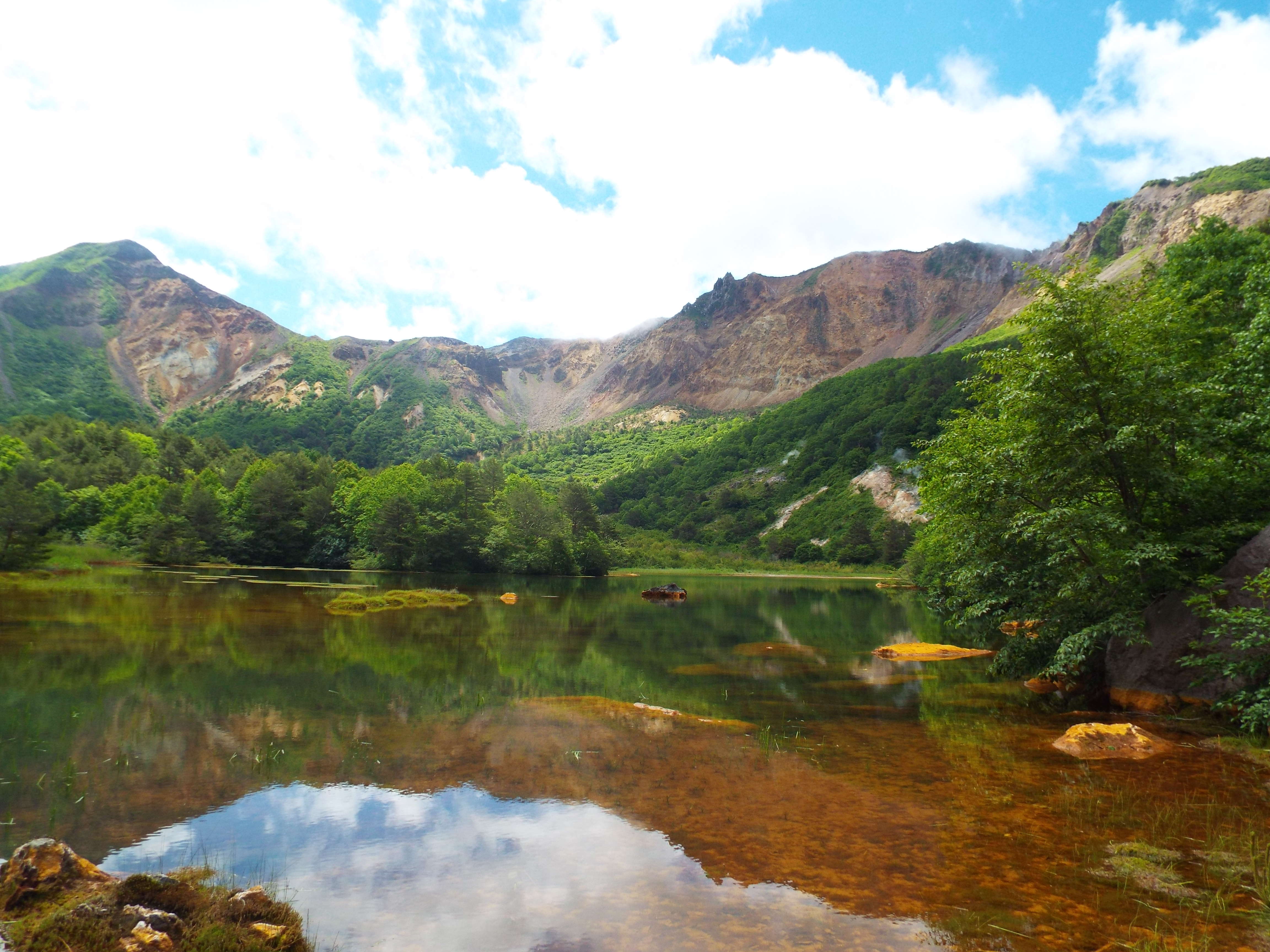
銅沼越しに見る山体崩壊跡の馬蹄型カルデラ。

1888年の磐梯山噴火については、噴火と山体崩壊の規模についても論争が続いている。まず前述のように噴火の規模については、最大級の水蒸気爆発であったと評価する説がある一方、噴火そのものは小規模なものであったとする説が対立している。
一方、山体崩壊の規模についても3つの説がある。まず関谷 - 菊池説で約1.213立方キロメートルとして以来、定説とされてきた約1立方キロメートル程度という説である。その後も多くの専門家が崩壊部分の面積と深さからの算定などにより、約1立方キロメートルとの推定を追認する研究結果を公表している。続いて米地が唱えている約0.5立方キロメートルとの推定である。米地の推定は他の専門家と同様に、小磐梯山崩壊前の推定された地形と現状との比較から算定したものである。この約0.5立方キロメートルという推定については、他の火山との崩壊規模の比較検討や山麓に流下した岩屑なだれの流れ山の分布状況の解析から、支持できるとの研究結果が発表されている。
山体崩壊の規模については、更に小さい約0.14立方キロメートルという説もある。この説の根拠となったのが農商務省地質局が作成していた五万分の一の地図である、災害地形図「磐梯山之図」である。この図は噴火後の1889年に作図されたものであるが、消滅した小磐梯山についても等高線が記入された状態で表記されている。災害地形図「磐梯山之図」と崩壊後の地形との比較により、約0.14立方キロメートルとの推定値が出された。このように崩壊の規模についても3つの説が対立した状況が続いている。

## 被害状況

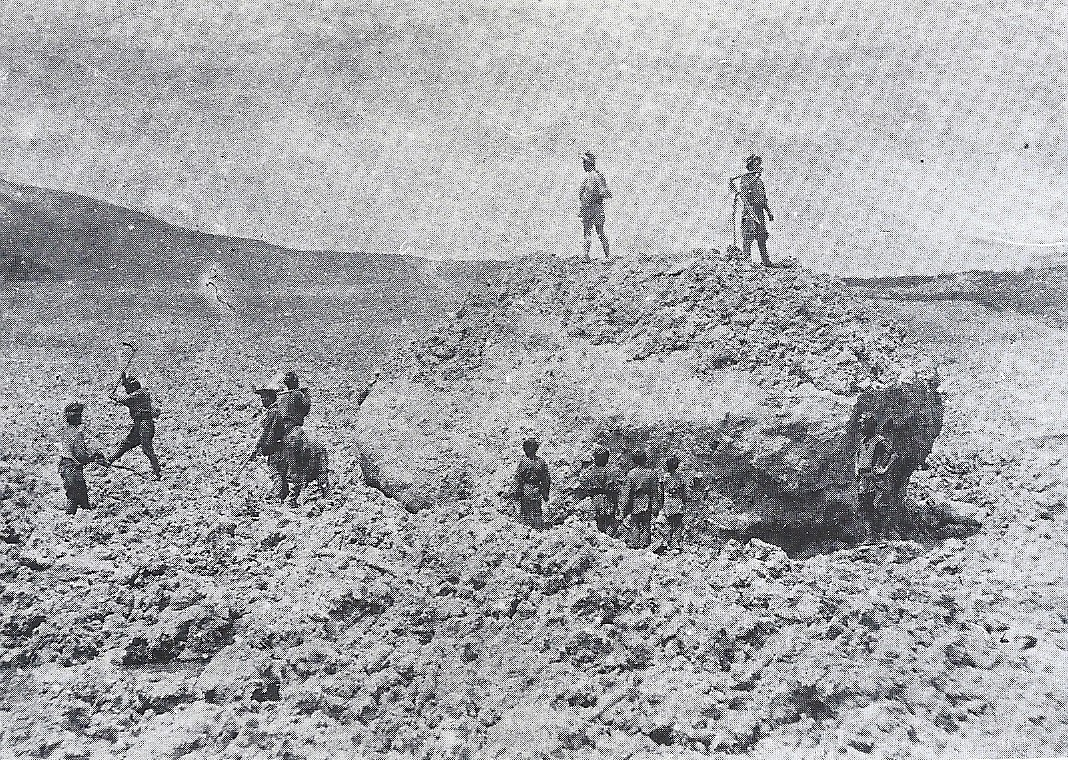
琵琶沢を流れ下った土石流によって流されてきた見祢の大石。

1888年の磐梯山噴火は磐梯山の北麓と東麓に甚大な被害をもたらした。北麓と東麓では大きく分けて噴石など噴火そのものによる被害、山体崩壊に伴う岩屑なだれによる被害、岩屑なだれが泥流となって長瀬川を流れ下ったことによる被害、そして磐梯山東麓では火砕サージと土石流による被害が発生した。被害の特徴としてはまず死亡者の数に比べて負傷者が少ない点が挙げられる。これは最も大きな人的被害を出した岩屑なだれは噴火開始直後に集落を襲い、逃げる時間がほとんど無かったこと、入院治療を行った人のみを負傷者として集計したためと考えられている。また遺体が見つかったのは全死亡者の約4分の1に過ぎないことも特徴として指摘されており、やはり岩屑なだれの脅威を示す事実である。

### 噴石などによる被害

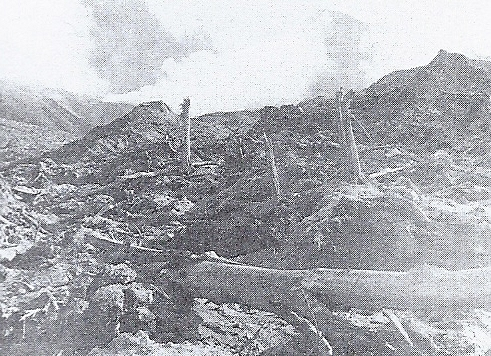
噴火直後の中ノ湯付近の光景。

1888年の磐梯山噴火において、噴石の直撃など火山噴出物による直接的な被害は、山腹の上ノ湯、中ノ湯で発生した。噴火当時、北側山腹には総称、磐梯の湯と呼ばれた、上ノ湯、中ノ湯、下ノ湯という三つの温泉があった。うち上ノ湯、下ノ湯は湯尻沢という沢の上流側に上ノ湯、下流に下ノ湯があり、中ノ湯は湯尻沢の西側を流れる支流沿いにあった。各温泉は夏から秋にかけては連日多くの湯治客で賑わっており、磐梯の湯全体では12棟の湯治用の建物があったという。
上ノ湯、中ノ湯の湯治客、湯守はまさに噴火の直撃を受けることになった。記録によると上ノ湯、中ノ湯、下ノ湯の死者は合計26名、負傷者は5名とされている。これはあくまで身元が判明した者だけの数であるため、死者はもっと多かった可能性もある。上ノ湯、下ノ湯の湯治客、湯守は全員死亡、中ノ湯は10名の湯治客のうち半数の5名が亡くなり、湯守も死亡した。中ノ湯の湯治客のうち5名は負傷したものの生還した。中ノ湯に生存者がいた理由は、上ノ湯、下ノ湯に比べて西側にあり、噴火場所からやや距離があったためと考えられている。上ノ湯は後述する下ノ湯とは異なり、山体崩壊による岩屑なだれの直撃は免れたものの、噴石によって完全に埋没して生存者は皆無であった。
中ノ湯に湯治に訪れていた最中に噴火に遭い、生還した鶴巻良尊の報告によれば、噴火開始後周囲は黒煙に包まれ、大小の石が大量に降り注いだと述べている。また中ノ湯の滞在者の中で、大きな石の直撃を受けた人物は皆、亡くなったとも記録しており、中ノ湯での死亡者の死亡原因は大きな噴石の直撃であったことがわかる。

### 岩屑なだれによる被害

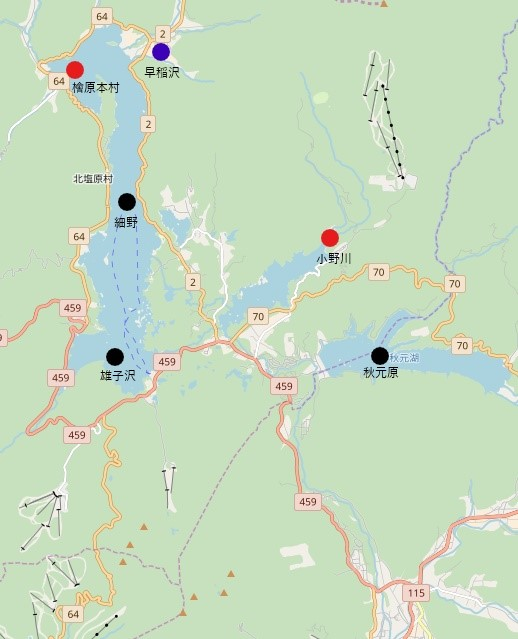
1888年の磐梯山噴火で甚大な被害を被った旧檜原村の集落地図。黒が岩屑なだれに埋まった集落、赤が湖の形成に伴って移転した集落、青が被害を受けなかった集落。OSMをもとに作成。

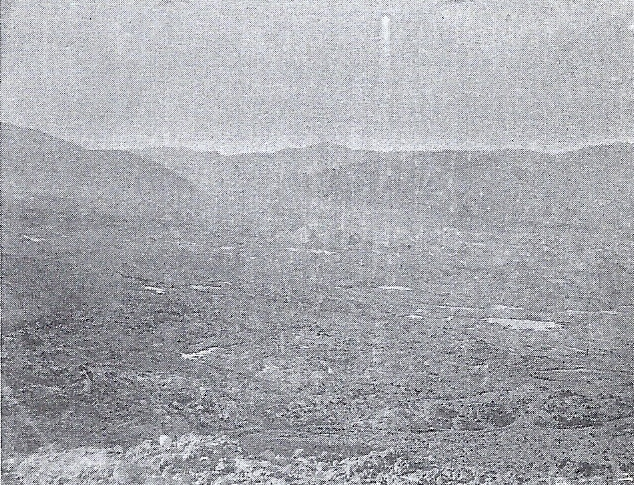
岩屑なだれによって完全に埋没した旧細野集落。後に桧原湖となる水たまりが成長しつつある。

磐梯山中腹にあった3つの温泉のうち、下ノ湯は山体崩壊による岩屑なだれの直撃を受けたため完全に消滅した。下ノ湯における死亡者は家族、親族からの申し出による確認である。
岩屑なだれの直撃を受ける形となった檜原村は壊滅的な被害を被った。磐梯山の北側に位置する檜原村は、早稲沢、小野川、細野、雄子沢、秋元原、桧原本村の6つの集落で構成されていた。磐梯山噴火当時、桧原村では標高が高く寒冷な気候であるため米を作ることが出来ず、作物としてはソバを中心として粟、稗、麦、大豆、小豆などを栽培していた。6つの集落のうち早稲沢、小野川、細野、雄子沢の4集落が木地師、檜原村の中心であった桧原本村は会津若松と米沢とを結ぶ街道筋にあったため、木地師の他に宿泊業、運送業など、そして檜原村の中で最も標高が低かった秋元原は農業や養蚕で生計を立てていた。
磐梯山噴火開始後、岩屑なだれは10分以内に檜原村に到達し、檜原村の集落のうち雄子沢、細野、秋元原の3集落をあっという間に飲み込んだ。住民たちは逃げる間も無く飲み込まれ、細野集落は全滅、雄子沢、秋元原も8割を超える住民が亡くなった。助かったのは出稼ぎや買い出しに出かけていたり、魚釣りに行っていたなどたまたま集落を離れていた者たちだけであった。また檜原本村、小野川は岩屑なだれの直撃は免れたものの、たまたま岩屑なだれが襲った地域に仕事に出ていたなどの理由で犠牲者が出ており、人的被害がなかったのは早稲沢のみであった。結局檜原村では200名以上の人々が亡くなった。
檜原村の畑地、山林も壊滅的な被害を受けた。前述のように当時の桧原村には水田がなかったため農地は畑の被害であった。また檜原村での被害地は私有地は比較的少なく、官有地の占める割合が多かった。また高地で寒冷な気候であった檜原村では農耕用の牛馬の飼育は少なかったため、家畜被害は少なかった。

### 泥流による被害

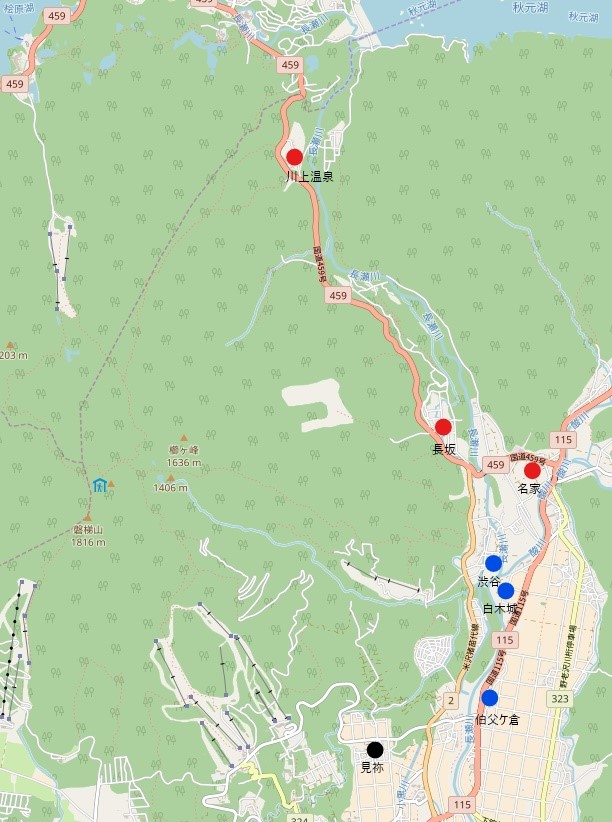
磐梯山東麓の被災地地図。赤が主として泥流、青が火砕サージによる爆風、黒が土石流の被害を受けた集落。渋谷、白木城の両集落は被災後に移転しており、被災時（移転前）の位置を表示。OSMをもとに作成。

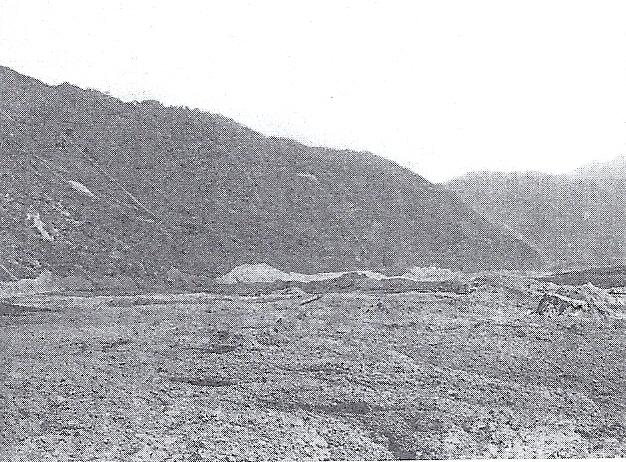
長坂集落付近で撮影された泥流の状況。

磐梯山の北麓を埋め尽くした岩屑なだれは、長瀬川の水などを含むことによって泥流となり、まず磐瀬村川上温泉を襲った。泥流は川上温泉に当時3軒あった温泉場を完全に飲み込み、住民は全員死亡した。なお泥流が川上温泉を襲った時点での川上温泉の湯治客数については判明していない。
泥流は更に長瀬川を流れ下り、磐瀬村長坂を襲った。長坂では集落自体はほぼ泥流の直撃は免れた。しかし人口の約半数の80名あまりが亡くなるという、岩屑なだれの直撃を受けた檜原村以外で最大の人的被害が出た。これは長瀬川に近い場所で農作業中に泥流に襲われたという説と、磐梯山噴火に驚いた長坂集落の住民たちは、集落から見て磐梯山と反対側の長瀬川方面に避難したところに泥流が襲ったとする説がある。なお長坂は養蚕が盛んな地であり、7月半ばは養蚕の繁忙期であったため、地元住民ばかりではなく出稼ぎに来ていた人たちも被害に巻き込まれたとの記録が残っている。
泥流は若宮村名家まで流れ下った。名家でも10名あまりの泥流による死亡者を出している。
長坂では農耕用の牛馬の被害も大きかった。また後述する火砕サージ、土石流による被害と併せて、広い範囲の田畑や山林にも被害が及んだ。

### 火砕サージ、土石流による被害

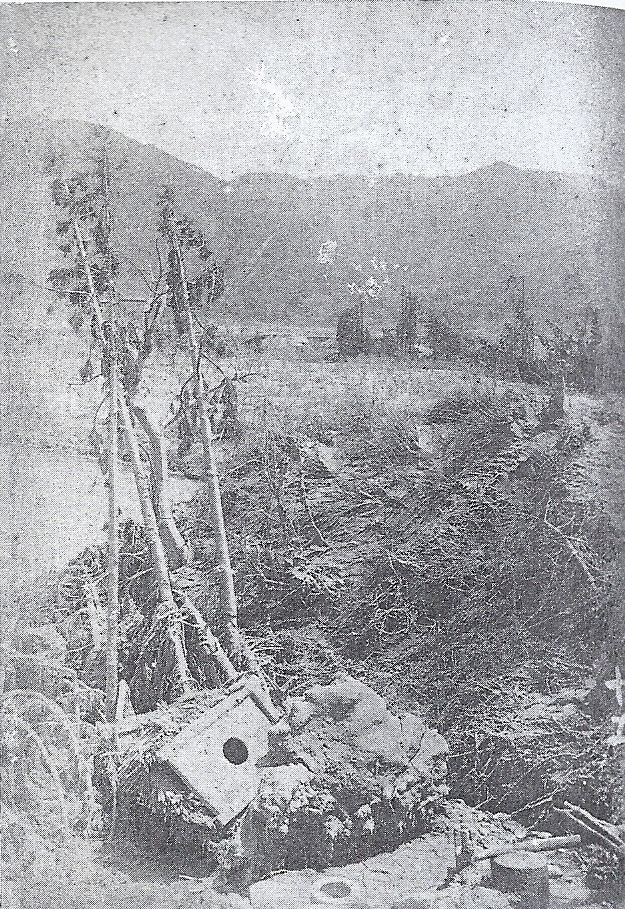
火砕サージに伴う爆風の被害を受けた渋谷集落の光景。

磐梯山の東麓では火砕サージに伴う爆風（ブラスト）と、琵琶沢を流れ下った土石流による被害を受けた。爆風は磐瀬村見祢、磐瀬村渋谷、蚕養村白木城、三郷村伯父ケ倉の各集落を襲った。琵琶沢を流れ下った土石流による被害が大きかった見祢を除き、他の集落は主に爆風による被害であったため、渋谷、白木城では半数以上の家屋が倒壊するなど建物被害は大きかったものの、死者は各集落で2～3名と比較的少なかった。
見祢は爆風に襲われた上に、琵琶沢を流れ下った土石流の直撃を受けた。集落の東側は土石流により埋没し、10名あまりの死亡者が出た。なお国の天然記念物に指定されている見祢の大石は、この時の土石流によって流されてきたものである。
なお1888年の磐梯山噴火後、琵琶沢はその流れを変え、これまで見祢集落付近を流れてから長瀬川に注いでいたものが、白木城、渋谷の両集落付近で長瀬川に合流するようになった。そのため雨が降るたびに大量の土砂が集落近くに押し寄せるようになった上に、琵琶沢から大量に供給される土砂の影響で長瀬川も東側に流れが移動するようになり、後述のように両集落は移転を余儀なくされる。
磐梯山東麓を襲った火砕サージ、土石流によって田畑や山林にも多くの被害が出た。そして泥流による大きな被害が出た長坂とともに、見祢では農耕用牛馬にも大きな被害が出た。

## 救援活動

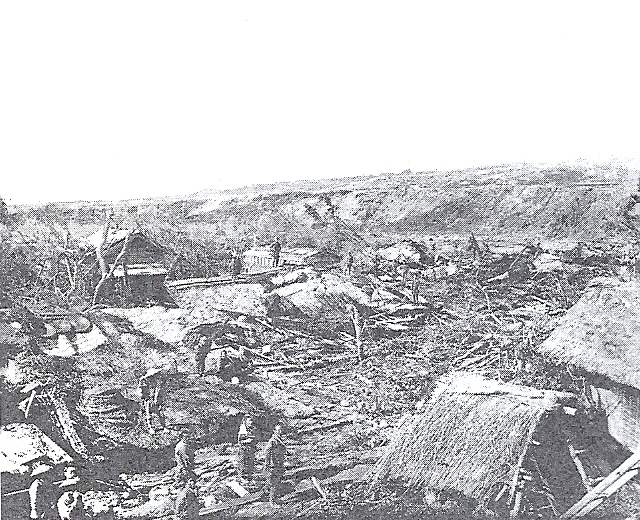
火砕サージによる爆風の被害に見舞われた白木城集落の光景。

7月15日、磐梯山噴火の報が入るや、福島県は早速県の警察部職員を現地に派遣した。また地元でも噴火直後から警察署員と戸長役場職員が救援活動に動き出した。
磐梯山は耶麻郡内にあったため、災害対応の中核は耶麻郡役所が担うことになった。災害対策仮事務所は猪苗代町外十ケ村戸長役場に置かれ、耶麻郡長が中心となって災害対応に当たった。福島県警察部の災害対策本部は猪苗代警察分署に置かれた。また猪苗代町戸長役場でも災害対策の担当者が任命された。福島県内各地の警察署巡査ら、県職員も出向して災害対策業務に従事した。7月17日には福島県知事折田平内が被災地の視察を行い、同日、県の各部署における災害対策の事務分担が定められた。また同時に郡役所出張所、警察分署、戸長役場に災害状況、被災状況の県への報告が指示された。
7月17日にはまた、天皇からの恩賜金3000円が下賜され、被災状況確認のため東園基愛侍従の派遣が決定された。東園は19日から23日にかけて被災地を視察した。後述のように当時、災害時の支援としてはまず備荒儲蓄金制度が活用された。しかしこの制度は凶作時の支援を主眼とした制度であり、使用目的も限定されていて災害支援には使い勝手の悪い制度であった。そのような中で被災後わずか2日という早い時期に下賜された、使用目的が限定されない3000円の恩賜金は被災者の救援に大きな効果を発揮し、また被災者と被災地に安心感をもたらすことになった。

### 遺体捜索

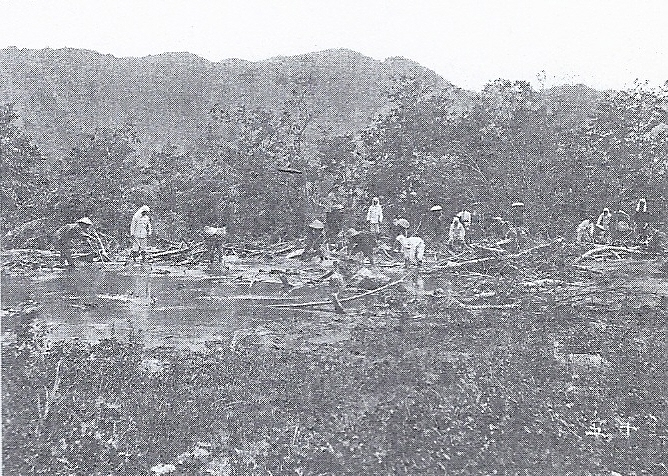
長坂集落付近で行われた遺体の捜索状況。

救援活動の中でまず始められたのが遺体の捜索と負傷者治療であった。遺体は巡査2人と人夫4名がチームを組み、捜索に当たった。発見された遺体の多くは損傷し、7月の暑い時期であったため腐敗も進んでいた。そこで発見された遺体は人夫が仮埋葬を行い、各役場で公示された遺体に関する情報をもとに尋ねてくる家族、親族、友人知人を前に、仮埋葬した遺体を掘り返して確認してもらい、遺体の引き取りを進めるといった方法が取られた。そして身元不明のままの遺体は、埋葬地の自治体に引き渡した上で再埋葬された。
また福島県は各府県に対し、現地に居合わせて被害に遭った人がいないかどうかの調査を要請している。

### 負傷者の治療

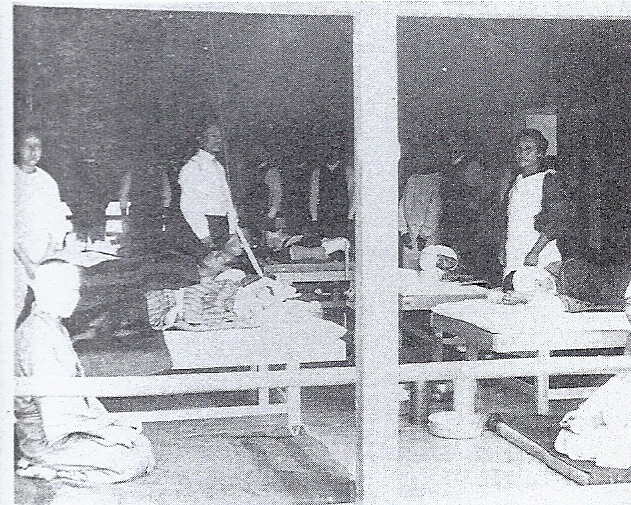
負傷者治療のために猪苗代町内に設けられた治療所。

負傷者の治療については、噴火当日の7月15日夕方までに救出された人たちは猪苗代警察分署と猪苗代小学校の校舎の一部に収容され、猪苗代小学校校舎に設けられた治療所で治療を受けた。また負傷者が多かった磐瀬村長坂にも仮病室が設けられ、緊急治療が施された。負傷者の多くは裂傷や骨折、打撲などを負っており、まず地元の開業医が治療に当たったが、災害発生当初は治療に携わる人員と治療に必要な医薬品や医療機器の不足から、対応は困難を極めた。
やがて福島県域の病院、そして日本赤十字社、東京帝大からも医師が来援し、被災後しばらくの間、負傷者の親族に任されていた看護も、7月25日以降は看護師が行うようになった。治療の結果、症状の軽快、在宅療養への切り替えが進み、7月25日には日新館に治療所が移された。更に8月14日には重傷者は福島病院に転院となり、軽症者は在宅で地元の医師が診察を行うことになって治療所は閉鎖された。治療中に伝染病にかかり隔離される患者も出るなど、治療所の運営には多くの困難が伴った。また治療中に12名の負傷者が亡くなり、障害が残った者もいた。

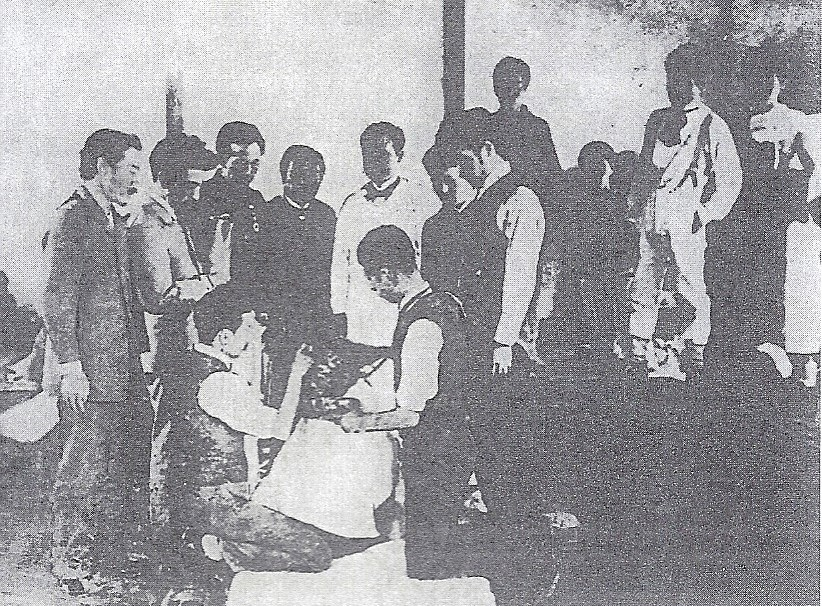
磐梯山噴火によって負傷した人を救護する日本赤十字社社員。

なお、この噴火災害に対して日本赤十字社が行った災害派遣は、これまで赤十字社の活動が戦時の救護に限定されていた中で、災害救護の先駆けとなる事例となった。派遣に際しては被災地の現地視察を行った折内福島県知事から山縣有朋内務大臣に宛てた被災地の医師不足を伝える電報が、山縣から宮内大臣の土方久元を通して皇后の耳に届いた。皇后は7月19日、宮内省を通して日本赤十字社に対して医員の派遣を行うよう要請し、日本赤十字社社長の佐野常民は早速派遣を決定した。
日本赤十字社の活動は災害発生から6日後の21日からとなった。派遣が皇后の意向で決められたという経緯から、活動は福島県など現地関係者の全面的なバックアップのもとで行われた。災害当初は整備されていなかった支援体制も21日になると整備されつつあり、患者数も徐々に少なくなっていた。そのため、派遣に実際的な意味が無かったとする見方もあるが、派遣医師が持参した医薬品や医療機器は大いに歓迎され、現地で活動中の地元医師と協力しながら救援体制の整備に一定の役割を果たし、24日で支援活動を終了した。
また皇后の派遣要請を受けて日本赤十字社の医師が救援活動に従事したことは、地元において磐梯山噴火の負傷者に対する見方を好転させ、全国的に活動が報道される中で、災害時の人命救助、負傷者支援の重要性を知らしめる機会となった。そして日本赤十字社の活動についても広く知られる機会となった。
そして後述のように1888年の磐梯山噴火は広くマスコミによって報道され、学術的な研究や支援を行いたいと、現地入りを希望する人たちが大勢現れた。その中で帝国大学医科大学も医師の派遣を計画し、福島県に打診を行ったが、現地は医師が足りているとのことで派遣は断られた。しかし医科大学大学院生であった芳賀栄次郎は会津若松出身であり、是が非でも故郷の災害救援に携わりたいと願い、同じく大学院生であった三輪徳寛とともに、帝国大学総長名の福島県知事あての紹介状を携えて現地に向かい、ボランティアで医療活動に従事した。これは日本における災害時ボランティアの先駆的な試みとなった。

### 炊き出し、避難所の設置

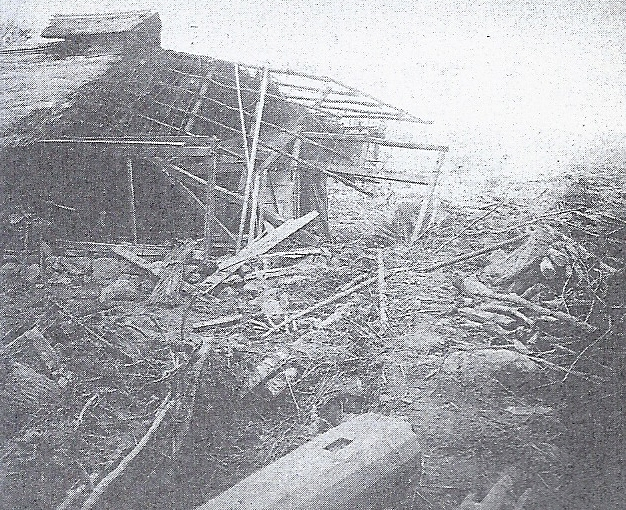
土石流によって被災した見祢集落の家屋。

住居を失うなど困窮した人たちのために炊き出し、そして避難所の設置も行われた。炊き出しは主に長瀬川流域方面で行われ、集落が全滅状態であった檜原村方面では少なめであった。炊き出しは10日間実施され、その後20日間は救助米が支給された。
そして檜原村の被災集落の住民でたまたま集落を離れていたために難を逃れた人々のために、猪苗代町新堀の民家を借り上げて避難所を開設した。避難所には世話人を2名配置して事務や被災者の支援に当たった。檜原村のほかに被害が大きかった磐瀬村長坂、磐瀬村見祢の被災者もまず猪苗代小学校に設けられた避難所に入所したが、その後に猪苗代町新堀の避難所に統合された。避難所の入居者は、家族が亡くなり取り残されて身寄りが無くなった者や、両親を失った子どもたちが多かった。なお、避難所が開設されていた期間については明らかになっていない。
そして家を失った人たちのために、家屋の再建費用に当たる小屋掛け費用の補助も行われた。1888年の磐梯山噴火災害の場合、岩屑なだれや土石流で集落が埋まってしまったケースが発生したため、前住宅地の近隣に集落を再建することをも考慮しながらの支給となった。

### 治安の維持
また被災地の治安維持も課題であった。磐梯山噴火が広く報道される中で、噴火後数日にして磐梯町には多くのジャーナリスト、学者らが集まり、外国人も大勢やってきた。猪苗代町は大勢の来訪者でごった返し、宿泊施設はたちまちのうちに満員となり、一般の民家に宿泊する例が相次いだ。不測の事態を警戒した警察、猪苗代町は保安対策を強化した。そして後述のように岩屑なだれで長瀬川が河道閉塞されたため、長瀬川下流域の農民は農業用水不足に悩まされることになった。乏しい水を巡って水争いが勃発しそうな状況にまで発展したため、争論中の農民たちに警察が解散命令を出す事態も発生した。

### 救援活動の費用支出について
上記の救援活動の費用は、まず1880年（明治13年）に太政官布告により公布された、備荒儲蓄金の制度により賄われたものがあった。備荒儲蓄金とは凶作や天災時、被災者に対して国と地方が平時に蓄えていた資金を、食糧援助、小屋掛料、農具・種籾代として支給し、地租の負担が困難となった者には補助ないし貸与することを定めていた。磐梯山の噴火では炊き出しと救助米の支給、そして小屋掛代の一部として支出された。なお小屋掛代は恩賜金と義援金からなる救済金から、その多くが補助されている。
避難所の運営資金は地方税の救育費からと、一部は救済金から支出された。そして医療に関する資金は全て恩賜金と義援金からなる救済金から賄われた。

## 災害報道と義援金

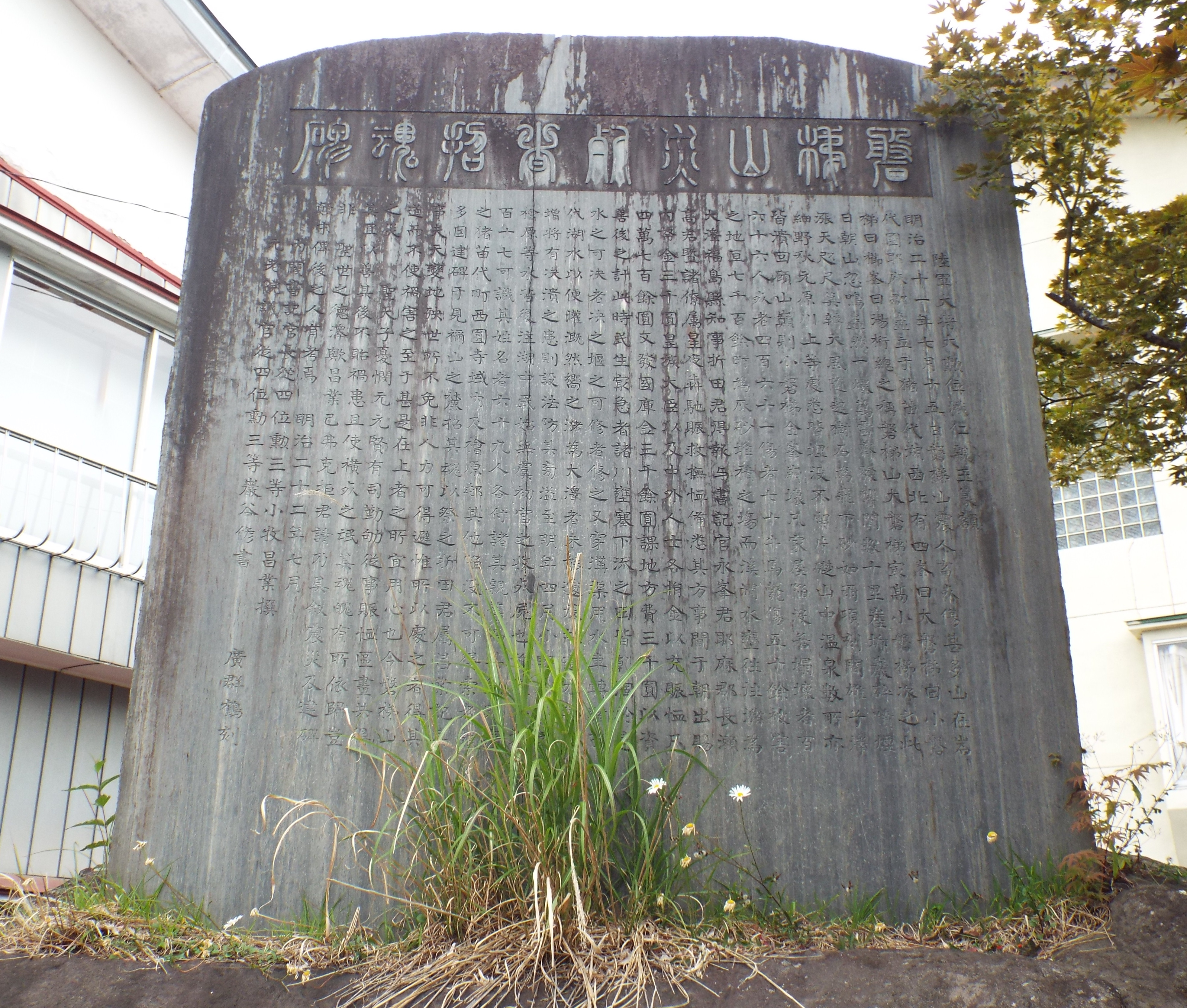
猪苗代町土津神社の参道に建立された「磐梯山災死者招魂碑」。1892年（明治25年）、福島県が全国から寄せられた義援金に感謝して建立したもので、題字は有栖川宮熾仁親王の揮毫。

明治維新以降、日本では規模の大きな災害は発生していなかった。磐梯山噴火は日本の近代における最初の大災害であった。磐梯山噴火に際しては、明治以降、欧米から日本に入ってきた電報や鉄道が大いに活躍することになった。そして写真や幻灯といった視覚に関わる技術が、報道や磐梯山噴火に関する講演で使用されるなど、様々な近代技術が初めて駆使されることになった自然災害でもあった。また明治20年代に入り、新聞、雑誌といった新しいメディアは急速にその発行部数を伸ばしていた。
磐梯山噴火の第一報は電報によりその日のうちに東京まで届けられた、日本鉄道は噴火の前年の1887年（明治20年）には鉄道路線を宮城県塩竈まで延ばしていた。噴火後の磐梯山には報道関係者が鉄道で訪れ、それぞれのメディアの特色を生かした報道を繰り広げた。鉄道は現地取材に要する時間の著しい短縮化をもたらし、報道に速報性が見られるようになった。そして磐梯山噴火についての報道の中で、試行錯誤をしながらも揺籃期であった映像技術が活用された。
また、江戸時代の幕藩体制のもと、これまでの災害対応は被災した藩内など基本的に地域の中で行われてきた。それが磐梯山噴火では初めて本格的な新聞による災害義援金募集が行われるなど、国民的な関心事として災害救援が行われるようになり、日本の国民意識を育てる一つの契機になった。また戊辰戦争時には朝敵とされた会津で起きた大災害に皇室からの義援金が下賜されたり、政府も災害対策に乗り出すなど、国民に近代国家のあり方を示すことにも繋がった。

### 各メディアによる災害報道

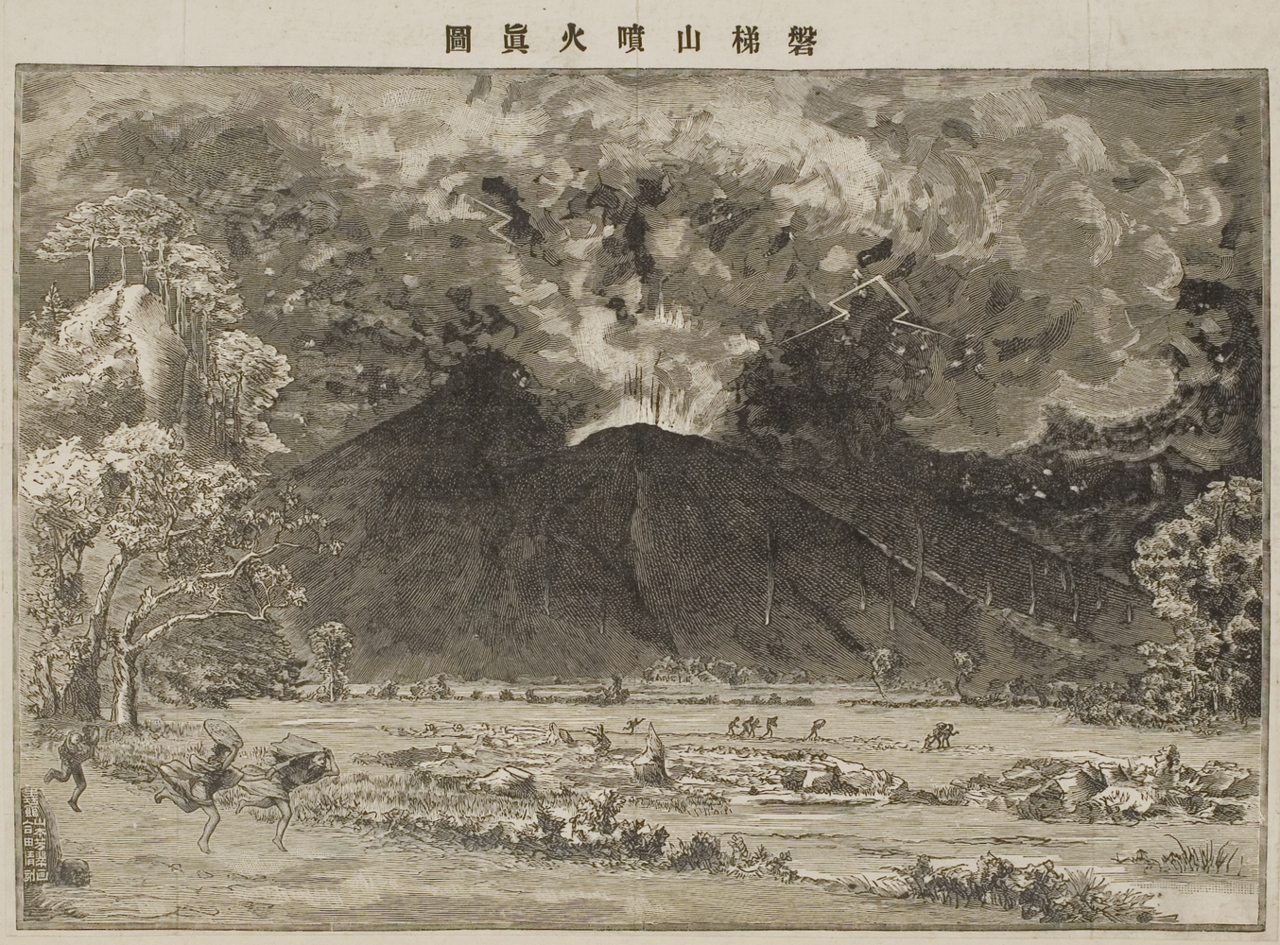
東京進出間もない朝日新聞は磐梯山噴火報道に精力を傾け、山本芳翠作の磐梯噴火真図を付録とした。

1888年の磐梯山噴火について、最も詳細な報道を行ったのは地元紙であった福島新聞であったと考えられている。1888年7月の福島新聞の紙面は発見されていないが、東京発行の新聞に転載された福島新聞の記事内容から、詳細な噴火報道が行われていたことが推測されている。また各新聞の中で最も早く磐梯山噴火を報道したのも福島新聞であったことが、地元住民の日記に掲載されていた7月16日付の福島新聞記事の抜粋記事から明らかになっている。
東京発行の各紙は、16日がたまたま新聞休刊日であったため、翌17日から磐梯山噴火に関する記事を報道している。この17日の報道内容は各紙とも比較的簡単なもので、ニュースソースは公的機関からのものであった。
翌18日から、各紙はそれぞれの特長を生かした磐梯山噴火報道を展開する。政府寄りの新聞とされた東京日日新聞は、天皇からの恩賜金3000円の下賜や侍従の被災地派遣が決定したことをいち早く社説で取り上げた。噴火報道については特派員を現地派遣せず、主に現地通信員からの報告を連載するという方法や地元紙福島新聞の記事の転載という形を取った。また当時、経済情報に強いとされ社会的信用があった時事新報は、特派員を現地に派遣して取材を行った。特派員を派遣した新聞社は時事新報以外に報知新聞、朝野新聞、朝日新聞などがあったが、朝野新聞以外の新聞社は、農商務省地質局、内務省地理局の専門家の現地調査に同行して取材を行った。これは当時はまだ、災害現場で新聞記者が独自取材を行うことが出来る実力に欠けていたためと考えられる。また専門家に同行しての現地取材ではあったが、現地ではやはり各紙記者による報道合戦が繰り広げられたと考えられている。
各紙の中で現地取材に最も積極的に取り組んだ新聞のひとつが朝日新聞であった。噴火のわずか5日前の7月10日に東京進出を果たした朝日新聞は、7月16日に新進記者を現地に派遣し、磐梯山噴火口の現場を報告する記事などを発表した。続いて噴火の状況を版画にすべく、山本芳翠と山本の弟子を20日に追加派遣した。山本らも内務省土木局から派遣された古市公威と同行する形で現地入りしており、やはりこれも災害取材を新聞社単独で行うのは難しかった実情を示していると考えられる。なお、山本らは朝日新聞紙上で磐瀬村長坂、磐瀬村見祢などといった被災地のルポルタージュを掲載し、更に山本が描いたスケッチをもとに合田清が製作した木版画「磐梯山噴火真図」を新聞付録として発表している。
朝日新聞の磐梯山噴火の現地報道は、専門家に密着した取材内容や被災地のルポなど、知識欲がある新たな読者層の獲得を目指したものであり、噴火報道によって知名度を上げることに成功した朝日新聞は、東京での発行部数を急速に増やしていった。また磐梯山噴火後の記者の現地派遣は、濃尾地震などその後に続く災害報道の先駆けとなるものとなった。
噴火開始から数日間の報道の特長としては被災者支援に関する報道が少なく、磐梯山噴火という自然現象に対して、農商務省地質局、内務省地理局、内務省土木局、帝国大学といった専門機関がそれぞれ専門家を派遣し、学術的な調査を行うといった報道が目立つことである。各紙の社説や記事も「被災者はお気の毒であるが、磐梯山噴火は地学に関する学術研究のまさに好機である」。といった論調が多かった。
7月21日になって新聞社15社合同で義援金の募集を発表した。朝日新聞は戊辰戦争で戦場となり大きな被害、苦しみを受けた会津が、また磐梯山噴火という大きな災難に見舞われたとして、会津人民の不幸に同情するという内容の社説を掲載した。翌22日には各紙とも義援金の拠出を促す社説を掲載した。こうして新聞各紙はこれまであまり報道して来なかった被災者支援にようやく目を向け始めた。その後も義援金の募集や犠牲者追悼の記事が掲載され、被害状況について紹介する記事は減っていった。また磐梯山噴火の調査に従事した専門家に取材した記事や、現地取材に従事した記者たちによる記事が掲載されるようになった。そして8月に入る頃には、多くの新聞では磐梯山の噴火報道は下火となっていく。

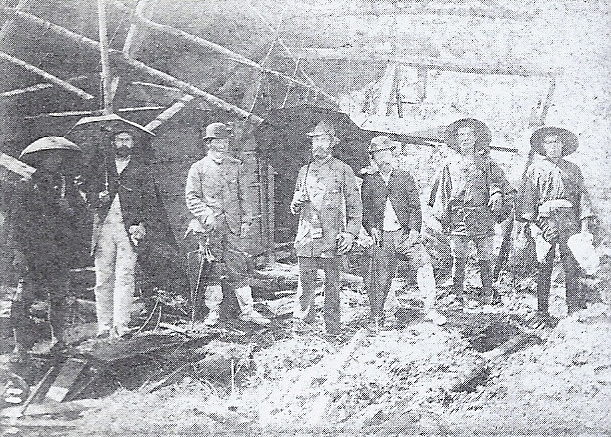
1888年の磐梯山噴火では多くの外国人が取材、研究等に現地を訪れた。被災した見祢集落の家屋を視察する外国人

そして朝日新聞は磐梯山噴火災害報道でこれまで見られなかった試みを行った。磐梯山噴火をテーマとした連載小説「虚無僧富士磐梯（こむそうふじういわおのかけはし）」を、7月29日から8月31日までの間の29回に渡って、絵入りで連載したのである。この虚無僧富士磐梯の作者は不明であり、小説としても成功したものとは言い難いが、東京進出間もない朝日新聞が読者の歓心を得やすい連載小説を掲載して、積極的な読者獲得を目指そうとしていたことの現れであると考えられる。
前述のように磐梯山噴火を報道する新聞記事は、噴火後約1週間を経て被災者に対する義援金の応募や、現地からの専門家や記者たちの生の情報が掲載されるようになった。噴火直後からこのような報道がなされなかった背景には、もちろん当時の情報の伝達スピードの問題などがあったが、やはり災害報道共通の課題として指摘できる被災地とそれ以外の地との情報ギャップという問題に突き当たる。結局、現地との情報ギャップは十分に解決されぬまま報道は下火となっていき、世間の関心も低下していった。
日本国外のメディアも磐梯山噴火を報道した。イギリスのタイムズはヘンリー・S・パーマーの現地取材記事を掲載している。またフランスのル・モンドの通信員であったジョルジュ・ビゴーの磐梯山噴火の通信文、銅版画が、ル・モンド・イリュストレに掲載された。

### 報道、災害支援イベントなどでの映像メディアの活用

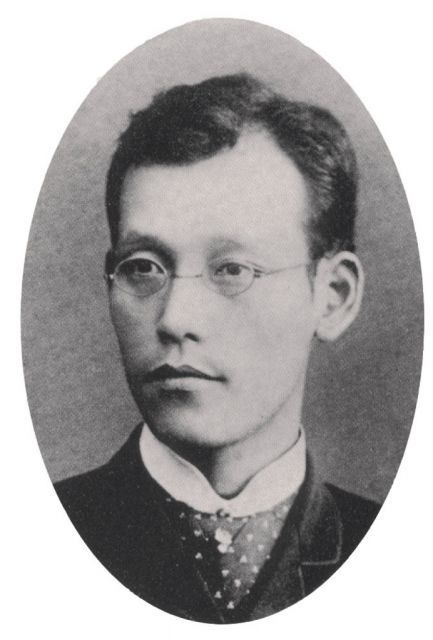
田中智学は読売新聞に「磐梯紀行」を連載し、また各地で幻灯会を催し、入場料を義援金として被災地に送った。

読売新聞は自社の特派員を現地に派遣しなかった。しかし磐梯山噴火の被災地を訪れていた田中智学と写真師の吉原秀雄に着目し、田中の紀行文に吉原の撮影した写真を付けて、8月5日から10月6日の間、全30回の「磐梯紀行」として掲載した。なお、当時の日本ではまだ写真製版の技術は実用化されていなかったため、吉原の撮影した写真は銅版画に写され、新聞紙上に印刷された。ただし当時はこの銅版画に転写された「写真」は、版画ではなく写真として受け入れられた。日本で写真製版が新聞紙上で実用化されるのは1890年（明治23年）のことで、1888年の磐梯山噴火は、これまでの写真を木版に転写した「写真版画」から写真製版に移行する、まさに過渡期にあったことを示している。
田中の現地ルポルタージュと吉原の銅板写真は、新聞紙上における写真の先駆的な利用、つまり報道写真という新たな視覚文化の誕生を意味しており、読者から大好評を受け、部数の拡張に貢献した。また読売新聞は7月中は他紙に比べて磐梯山噴火の報道は多くなかった。しかし他紙の磐梯山報道が少なくなっていく8月以降、むしろ報道に積極的となり、義援金の募集を兼ねたイベントの告知や義捐金そのものの募集関連の記事、広告が目立つようになった。
田中智学は読売新聞紙上で「磐梯紀行」を発表するばかりではなく、磐梯山の現地視察の成果をより効果的に生かそうとした。もともと田中は新聞紙上に視察の成果を発表する予定はなかった。当初の目的は幻灯を用いて幻灯会を開催し、磐梯山噴火の様子を多くの人々に知らせることによって救援活動に生かそうと考えたのである。明治20年代に入ってこれまで高価で普及が進まなかった幻灯機も値段が下がってきて、次第に広まりつつあった。
知人の写真師、吉原を説き伏せた田中は、7月20日、ともに磐梯山の現地に向かった。帰京後、吉原が撮影した写真はスライド化され、8月から9月にかけて東京とその近郊の各地で田中の解説のもとで幻灯会が開催された。この幻灯会では入場料10銭が徴収され、会場で義援金も募集されたが、ともに田中、吉原の名前で被災地に送られた。この幻灯会は好評を博し、幻灯が流行するきっかけとなったと見られている。
田中と吉原の磐梯山噴火幻灯会の観客に、尾上菊五郎がいた。幻灯会終了後、尾上菊五郎は田中を訪ね改めて話を聞いた後、10月から「是万代話柄 音聞浅間幻燈画（こればんだいのはなしぐさ おとにきくあさまげんとううつしえ）」という芝居を中村座で上演した。公演時には会場に田中が持ち帰った磐梯山の噴石などを陳列し、芝居の中でも田中智学から借り受けた磐梯山噴火の被災状況の幻灯が効果的に使用された。「是万代話柄 音聞浅間幻燈画」は、観客にとって記憶に新しい磐梯山噴火のイメージを巧妙に利用した芝居で、好評であったという。時事ネタを歌舞伎に仕立てて上演するのは江戸時代からの伝統であったが、そこに幻灯が視覚効果を生む新たな装置として活用されたのである。

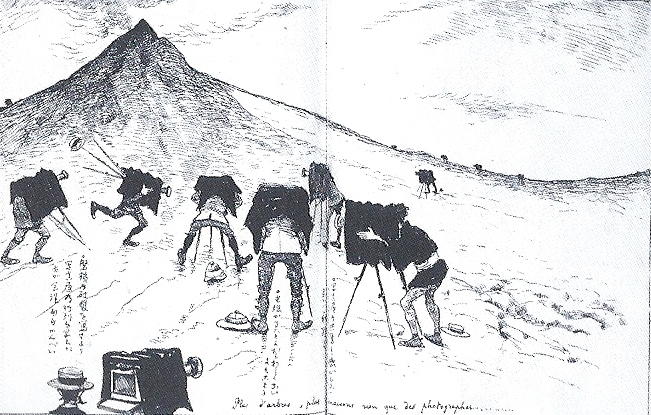
磐梯山噴火後、現地に押し掛ける写真屋の姿を皮肉ったジョルジュ・ビゴーの風刺画。「磐梯の破裂を写すより写真屋の行列を写した方が余程面白かんべい」との文章が書き込まれている。

また帝国大学から派遣されて磐梯山噴火の調査研究に従事した関谷清景も、普及啓発活動に幻灯を用いたと考えられている。国立科学博物館には、当時、お雇い外国人教授であり、優れた写真撮影の技量を持っていたW.K.Burton撮影の幻灯スライドが遺されている。関谷は磐梯山噴火について大學通俗講演会という講演会で講演をしており、その際にBurton撮影のスライドを幻灯機を用いて写し、説明をしたとの記録が残っている。
そして磐梯山の噴火後、東京や地元福島の多くの写真師が災害の写真を撮影した。磐梯山噴火以前に災害を撮影した例としては、1885年（明治18年）の大阪の洪水が挙げられるが、磐梯山噴火では単なる記録用としてではなく、報道用など営利を目的として写真が盛んに利用された日本で最も早いケースであったと考えられている。また明治20年代に入り、日本でもこれまでの湿板から、取り扱いが容易で感度が高く撮影も容易な乾板が普及し始め、写真は急速に大衆化し始めていた。つまり磐梯山噴火は写真の大衆化が始まった時期に発生しており、磐梯山噴火の災害写真は日本の写真史における転換点を示すものとなっている。

### 旧来からのメディアによる報道など
磐梯山噴火では、新聞のような当時新しいメディアばかりではなく、旧来からのメディアも活躍した。江戸時代、災害時に盛んに発行された瓦版は、江戸時代と同様のスタイルのものと印刷方法は活版印刷を用いながらも出版スタイルは瓦版というものが確認されている。なお、瓦版は1891年（明治24年）の濃尾地震時にも発行が確認されているが、その後姿を消しており、磐梯山噴火時に発行された瓦版は最終段階のものであったと考えられている。
また江戸時代からの伝統を受け継ぐ錦絵も、磐梯山噴火に際し発行されている。このように旧来のメディアも磐梯山噴火を報道していたが、その一方で新しいメディアが試行錯誤を見せながらも新たな形式、内容の報道を人々に提供した。これはこれまで見ることが無かった写真に写し出されたリアルな災害状況など、人々の災害に対する意識の変化をもたらすものでもあった。

### 長坂集落の報道被害

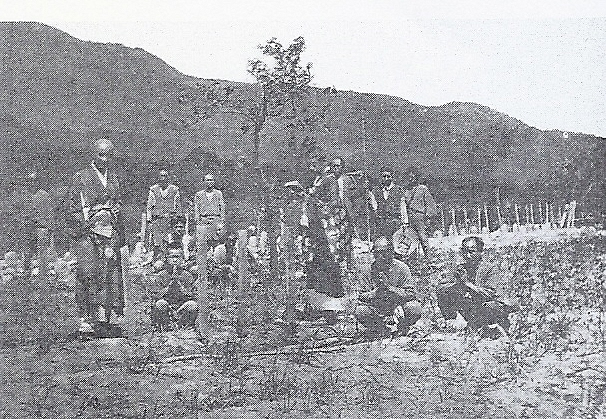
長坂集落で撮影された、泥流に飲まれて亡くなった人の埋葬光景。

泥流により集落の約半数、80名あまりが亡くなった磐瀬村長坂では、前述のように多くの死者が出た理由としては、農作業中に泥流に襲われたという説と、噴火に驚いて磐梯山と反対側の東側である長瀬川の方向に逃げたところを泥流に襲われたとの説がある。
泥流によって甚大な人的被害を被った長坂集落は、被災後、事実とは大きく異なった被災者を傷つける報道が相次いだ。読売新聞に連載した田中智学の磐梯紀行では、老人や赤子や病気の者を助ける余裕もなく、若者や壮年の者たちは我先にと逃げ出したところ、逃げた若者、壮年の人たちはみごとに泥流に飲まれ、老人や赤子や病気の者たちは生き残ったという内容の記事が掲載された。つまり長坂では老人や赤子や病気の者を見捨てて逃げ出した不届き者に天罰が下ったというような、泥流で亡くなった人々を貶める内容の新聞記事が掲載されたのである。
長坂の人々を傷つけたのは、新聞などによる報道ばかりではなかった。当時の有力学術雑誌であった東洋学芸雑誌には
という記事が掲載された。この記事では長坂集落の事例は優者が亡くなり劣者が生き残ったと、チャールズ・ダーウィンの自然選択説の逆を行ったと紹介しているが、翌月の東洋学芸雑誌には追い討ちをかけるかのように、一読者からの質問とその回答という形で、長坂で親や子を見捨てて逃げたのは一時の気の迷いなのか、それともあのような非常時にはやむを得ないことであったのかについての議論が行われた。

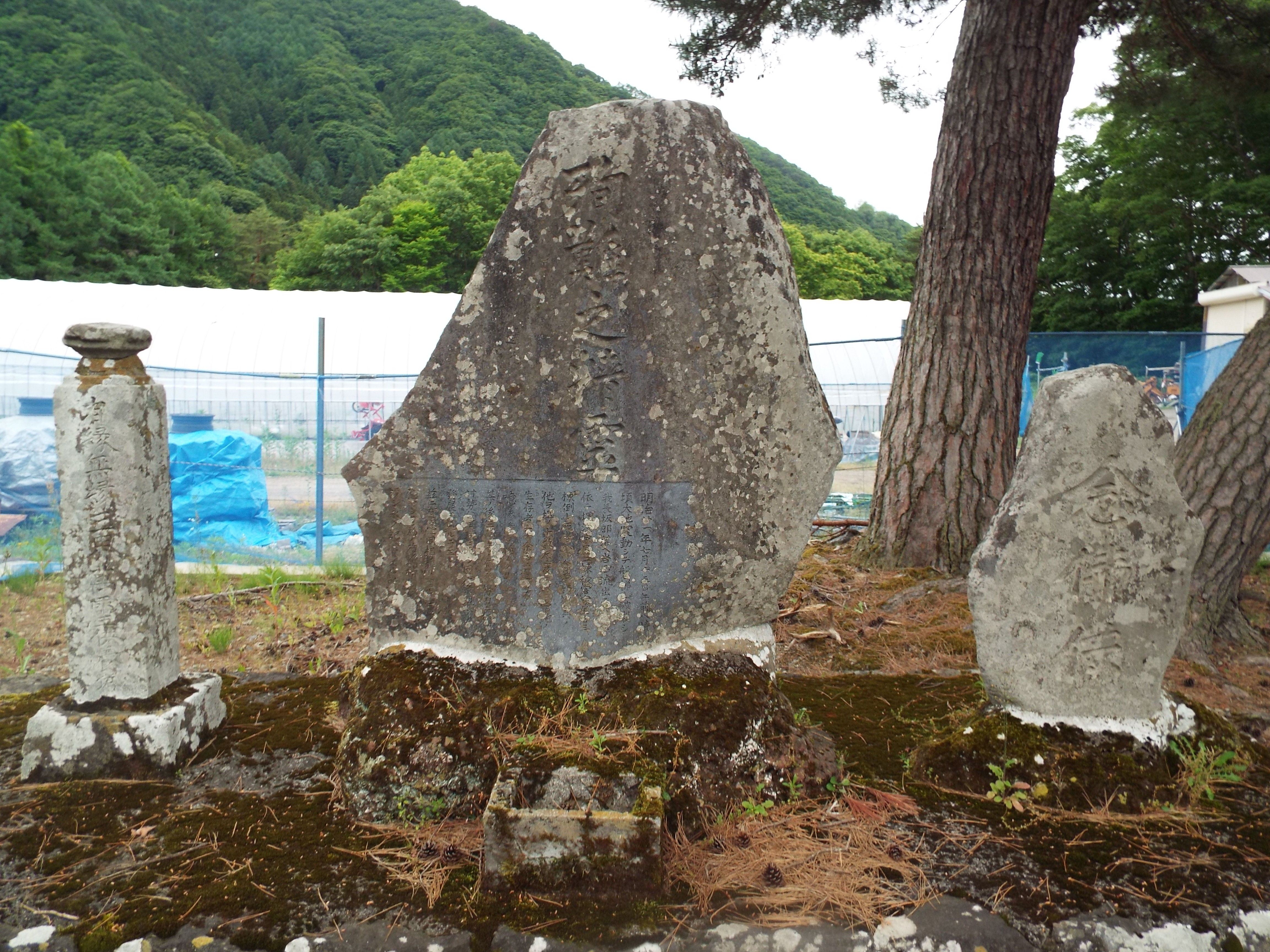
長瀬川を流れ下った泥流に襲われ、80名以上の死者が出た長坂集落の慰霊碑。1926年（大正15年）建立。

当時、ダーウィンの進化論の安易な応用というべき「優勝劣敗」の絶対視、自然選択説の極端な適用が数多く見られ、実際この東洋学芸雑誌の記事に反論するような「長坂で逃げて死んだ人々は適切な判断が出来なかったわけですなはち劣者であり、逃げられなかった人は結果として適切な場所に居たわけであるから優者である」。との内容の記事が動物学雑誌に掲載されるありさまであった。
実際、長坂集落で亡くなった人たちを年齢別、世帯別に確認してみると、まず30歳以下の若年層の死者が多かった。10代、10代未満の死者も多く、子どもも多数亡くなっている。被災後の救助米の年齢別支給状況も他の被災集落とほぼ同一であった。また老人や子どものみが残された世帯は4世帯と長坂全体の1割あまりに過ぎず、家族全員が助かった世帯が10世帯、逆に全員が死亡した世帯も単身世帯を除いて3世帯あった。これらのことから青壮年の住民が弱者である老人、子ども、病弱者を置き去りにして逃げ出し、泥流に飲まれ亡くなったという報道は事実と反するものであったと考えられている。
この弱者を置き去りにして逃げた青壮年たちが、避難先で泥流に飲まれ亡くなったという事実と異なる報道によって、長坂集落の人々は周囲や世間から非難の矢面に立たされ、名誉をいたく傷つけられた。そして磐梯山噴火報道によるいわば報道被害に、長坂集落は100年以上苦しめられ続けることになった。

### 義援金の募集
福島県の集計によれば磐梯山噴火に際して集められた募金は、総額40918円58銭となった。これは新聞を通じての義援金、個人、団体が福島県などに送った義援金、天皇・皇后からの恩賜金、皇族、政府要人らの義援金の総計である。義援金は福島県、耶麻郡などを窓口として、全国の多くの新聞社、各宗教団体、慈善団体などが義援金を募った。また日本国内ばかりではなく、ハワイなど外国からも義援金が寄せられた。
中でも新聞社を通しての義援金は合計23000円余りと全体の半分を超えている。災害などに際しての新聞の義援金募集は、1885年（明治18年）の大阪の洪水時に確認されている。そして1886年（明治19年）のノルマントン号事件に際しても新聞を通して義援金が集められた。磐梯山噴火に際しては、東京日日新聞に引用されている福島新聞の記事により、地元福島新聞が7月20日より義援金の募集を開始したことが知られている。続いて7月21日からは、東京の15の新聞社が合同で義援金の募集を開始した。最終的には全国55の新聞社が磐梯山噴火の義援金を募集した。
新聞社が広く読者から災害の義援金を募ることは、江戸時代から行われ続けてきた災害時の地域内相互扶助というあり方から、広く一般社会から寄付を募るというやり方へと変わってきたことを示している。これは新聞社にとっても特定層だけではなく、広く一般に購読者を広げるきっかけにもなった。災害時の本格的な新聞社による義援金募集活動は、磐梯山噴火が初めての例であり、前述のように多くの募金を集めることに成功した。
この集められた4万円あまりの募金は、後述のように被災者の生活再建のために分配されることになった。

## 被災者への復興支援

### 募金の分配

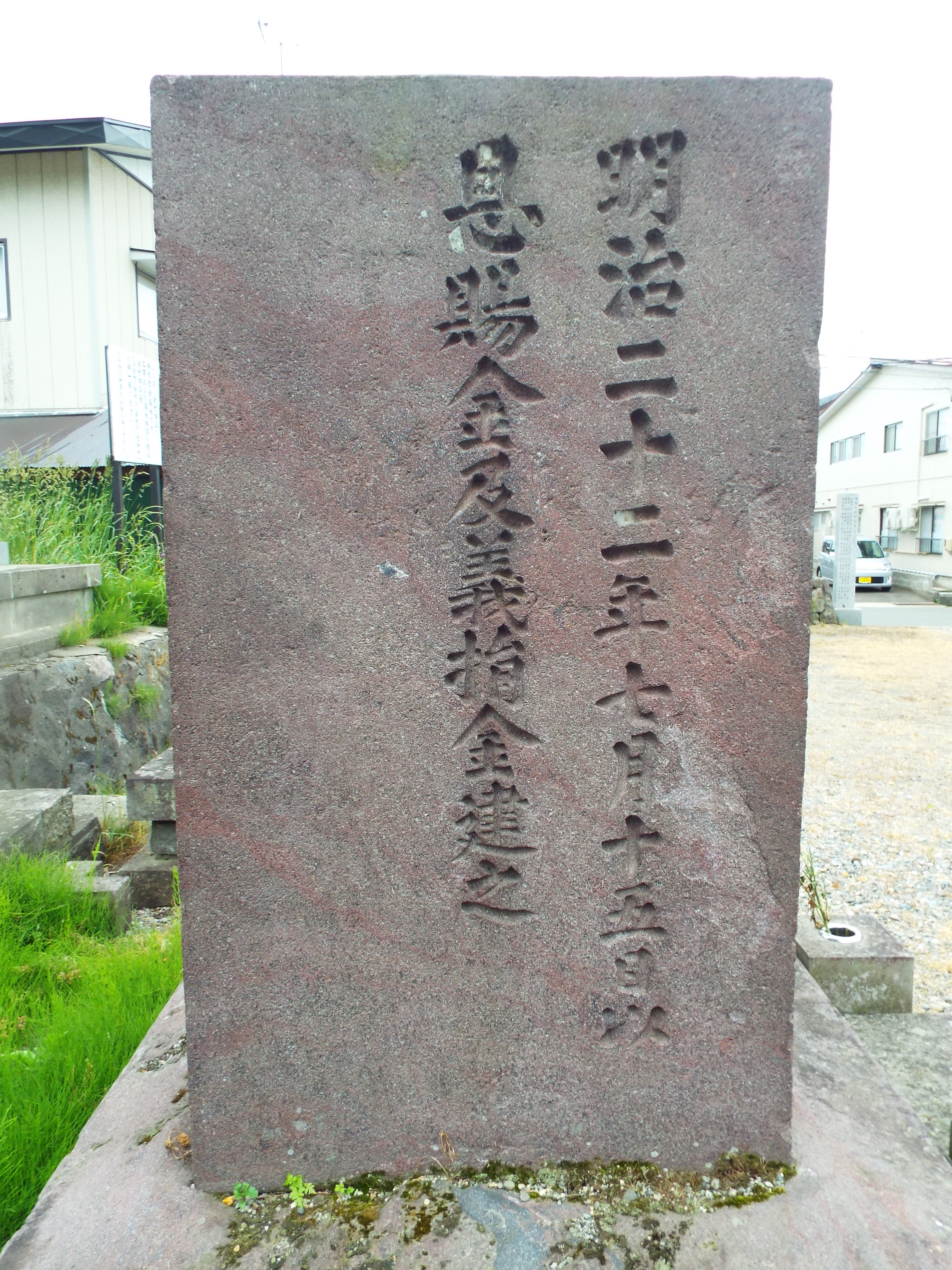
猪苗代町西勝寺に建立されている磐梯山破裂罹災死没之墓の横面、恩賜金と義援金で建立されたと記している。

福島県は当初、天皇からの恩賜金3000円のうち1000円を被災者への補助、負傷者の救援費用など被災者支援に充て、残りの2000円で公債を購入して、その利子で窮乏している被災者への持続的な支援を行う計画であった。しかし新聞による義援金の募集状況や他の募金の集金状況が好調であったため、改めて範囲を広げて寄せられた募金の被災者への分配が行われることになった。
まず被災者に一時救助金として被災者一人当たり2円の支給が決定した。対象者は被災した地元住民に限らず、磐梯山の温泉に湯治に来て被災し、亡くなった人の家族なども対象となった。この一時救助金は8月10日から18日にかけて分配された。一時給付金の意味としては被災者への生活資金の支給という意味合いの他に、義援金など多くの募金が集まっていながら、被災者の手元に届いていないとの不満を和らげるとともに、被災者へ募金を配分していく福島県の姿勢をアピールする必要性があったと考えられている。
続いて発災後約半年後の1889年（明治22年）2月頃から7月頃にかけて、被災者へ第一回の救済金配分が行われた。この時の救済金配分では、被災状況によって1等から10等まで10段階に分け、1等は60円、そして10等は7円と等級ごとの基準額の救済金が支給された。なお後述のように、噴火時の岩屑なだれの直撃は免れた檜原村の檜原本村、小野川の両集落の住民も、河道閉塞の結果形成されつつあった湖の底に沈んでしまうため、新たな支援対象として救済金配分の対象となった。
募金の残額については、福島県は当初、公債の購入と銀行への預金を行い、その利子で被災者遺族へ持続的な支援を行う計画であった。しかし生活難に苦しむ被災者から救済金の再配分を求める声が上がったため、1890年（明治23年）3月末から第二回配分として、1等99円、10等11円55銭と、やはり被災状況を10段階に分けた各等級ごとに決められた援助金が配分された。
被災者が数百名単位であった磐梯山噴火では、義援金を中心とした募金の配分は被災者の生活再建に有効であった。なお募金の一部は死没者の招魂碑と慰霊碑の建立に使われた。

### 国有地の無償貸与と譲渡
1888年の磐梯山噴火では小磐梯の崩壊に伴う山体崩壊で檜原村細野、雄子沢、秋元原の3集落は岩屑なだれの下に埋もれた。また磐梯山東麓でも若宮村名家は泥流に畑地が埋まり生活が困難となった。そして蚕養村白木城、磐瀬村渋谷では、琵琶沢が集落近くを流れるようになって、雨が降るたびに土砂が集落付近に流れ下るようになった。その上、琵琶沢からの多量の土砂供給が続く影響を受けて長瀬川の流れが変わって危険となったため、集落移転の話が持ち上がった。
そうこうするうちに新たな問題が持ち上がった。檜原村で岩屑なだれの直撃を免れた3集落のうち、小野川、檜原本村が河道閉塞の影響で湛水が始まった湖の底に沈む見通しが明らかとなったのである。このように移転を余儀なくされた各集落のために、国有地の無償貸与、そして譲渡の方針が打ち出された。1888年（明治21年）10月24日、農商務省は国有地の原野を各戸3町歩まで無償で貸与し、家の再建と開墾に成功した場合、やはり無償で譲渡するとの内容の指示を行った。この指令は湖の形成が一段落し、集落移転も落ち着いた翌1889年（明治22年）12月3日に、既に同指令に基づき国有地の無償貸与を受けていた被災者のみの適用として、新たな貸与は中止された。

### 地租の減免
被災者の生活再建のため、地租の減免措置が行われることになった。減免はまず2か月間暫定的に認められ、その間に調査官が状況調査の上、被災の程度に応じて5年、7年、10年に渡って適用されることになった。

## 二次災害

### 湖の形成と集落の水没

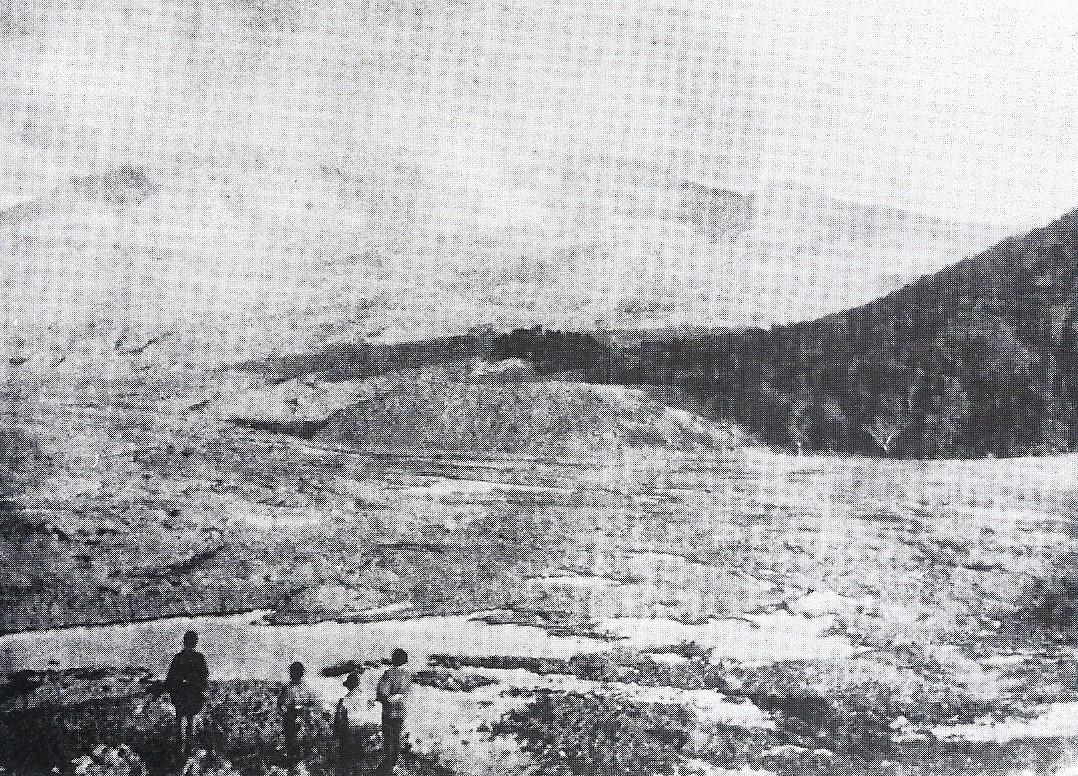
1888年の噴火後に現在の長峰周辺から磐梯山方面を撮影した写真。眼下は山体崩壊で発生した岩屑なだれによって完全に埋没した雄子沢の集落跡。長瀬川上流部を河道閉塞したことによる水たまりが形成されつつあり、後に桧原湖になる。

岩屑なだれは長瀬川とその支流の小野川、中津川、大倉川などを堰き止めた。この天然ダムの形成に伴って裏磐梯では湖が出来始めた。出来始め当初、大きな水たまりは4つであった。長瀬川の本流に当たる檜原川を堰き止めた桧原湖、雄子沢川を堰き止めた湖、小野川を堰き止めた小野川湖、そして中津川、大倉川が堰き止められて秋元湖が形成され始めた。その他、曽原湖、五色沼などの多くの湖沼も沢の閉塞や岩屑なだれの堆積地の凹地に形成され始める。
長瀬川の本流に当たる檜原川を堰き止めた桧原湖と雄子沢川を堰き止めた湖は、拡大を続けるうちにひとつの大きな湖となった。これが現在の桧原湖である。秋元湖は噴火と同年の1888年（明治21年）10月、小野川湖は翌1889年（明治22年）2月、そして最大の桧原湖も雪解け水を集めて1889年（明治22年）4月には満水状態となった。桧原湖、小野川湖、秋元湖が満水となると、天然ダムの一部決壊などに伴って長瀬川下流域は水害に悩まされるようになった。早くも1888年（明治21年）秋には秋元湖の決壊に伴う水害が発生し、1889年（明治22年）4月、今度は桧原湖が満水となった後にどっと流れ出た水によって小野川湖が決壊し、長瀬川下流域に泥流が襲い、大きな被害が出た。
そして湖がどんどん大きくなっていく中で、新たな難題が持ち上がってきた。前述のように檜原村の中で岩屑なだれの直撃を免れた小野川、檜原本村の両集落が水没の危機に立たされたのである。

#### 集落の移転

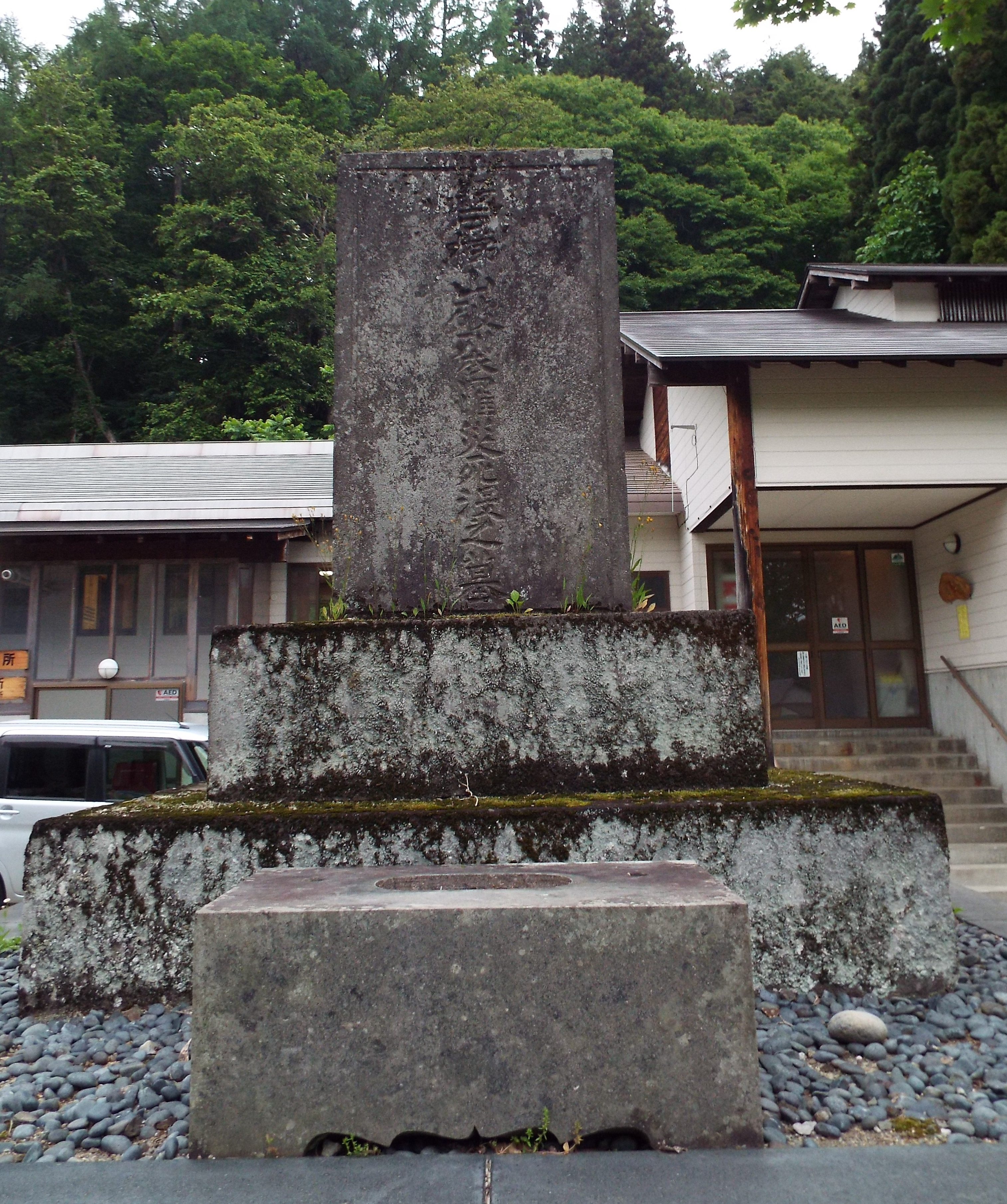
1889年（明治22年）に建立された「磐梯山破裂罹災死没之墓」。北塩原村桧原集落にて撮影。

まず存続の危機に立たされたのが小野川集落であった。小野川は天然ダムの湛水の影響で集落が水没する恐れとともに、ライフラインである集落に至る唯一の道路が湖水に沈み、生活が困難となることがはっきりしたため、7月中には集落移転の方針が確定した。一方、檜原本村は当初、集落の水没は免れる見通しであったものが、10月には湖水の底に沈むことが明らかとなったため、やはり移転をしなければならなくなった。小野川集落の人々の多くは水没を免れるとされた檜原本村に移住していたが、再び移転を迫られることになった。結局檜原村の中で無傷で済んだのは早稲沢集落のみであった。
故郷を追われることになった檜原村の各集落の住民たちは、桧原湖、小野川湖、秋元湖のほとりに新たな集落を形成した。桧原湖北岸の桧原、金山は主に旧檜原本村、西岸の長峯は雄子沢、小野川湖の東北東岸の小野川は旧小野川、秋元湖西岸の秋元集落は旧秋元原の集落から移転して形成された。
一方、磐梯山東麓の泥流と土石流によって集落存続の危機に立たされた人々のうち、泥流によって畑地を失った若宮村名家については近隣の畑地を開墾し直した上で大多数の住民は居住を継続することになったが、雨が降るたびに琵琶沢の土石流の危険に晒されるようになった蚕養村白木城、磐瀬村渋谷の両集落はそれぞれ近隣へと移転することになった。

### 長瀬川下流の水害

#### 河道閉塞による水不足と利水問題
小磐梯山の崩壊に伴う山体崩壊で発生した岩屑なだれが磐梯山の北から北東山麓を埋め尽くし、長瀬川やその支流を河道閉塞して天然ダムが形成された事実が判明すると、まず天然ダムの決壊に伴って長瀬川下流域に大規模な土石流が流れ下ることが危惧された。そこで内務省は噴火直後の7月20日、天然ダム決壊の可能性の有無と、決壊に備えて天然ダムの水を排水するための導水路を設けられるかどうかを判断するために古市公威を現地に派遣した。
古市の現地調査の結果、当面決壊の恐れはないとされた。この判断は比較的容易なものであったと考えられている。後述のように長瀬川上流部には莫大な量の土砂が堆積しており、当時の記録からも素人目で見てもすぐに決壊するとは思われなかったからである。
噴火直後、水の供給源である長瀬川水系の上流部が複数の天然ダムで塞がれ、その上、既設の用水路が泥流、土石流で使い物にならなくなってしまったので、下流域は深刻な水不足に悩まされることになった。そこで用水路の暫定復旧工事を行い、更には猪苗代湖の水門からの流出量を減少させて水位を上げ、その上で猪苗代湖からの揚水で水を賄うとともに、各地に井戸を掘って急場を凌ぐことになった。
内務省は噴火翌月の9月には測量の専門家を派遣し、測量結果をもとに水不足に悩まされていた長瀬川下流域の利水対策、そして今後起こり得る水害への対策等を検討した。しかし抜本的な解決は困難であった。それは岩屑なだれや泥流によって長瀬川上流部に堆積した土砂や、土石流によって堆積した琵琶沢の土砂が次々と流れ下っていく中で、本格的な復旧工事に取り掛かるのは当時の技術では限界があった。例えば1889年（明治22年）4月に雪解けを待って開始された堰の復旧工事が、6月の竣工直後、大雨によって上流より押し流された土砂によってたちまちのうちに元通りになってしまうという事態も発生した。結局後述のように、桧原湖、小野川湖、秋元湖に築堤が始まる1923年（大正12年）頃まで、長瀬川流域の治水、利水問題は解決の目途が立たなかった。

#### 相次ぐ洪水
新たに形成された桧原湖、小野川湖、秋元湖が満水となった後、長瀬川中流～下流域では洪水が頻発するようになった。原因は上流部に堆積した大量の土砂が流れ下ることによって、長瀬川中流～下流では河床が上昇して洪水が起こりやすくなった上に、上流部には排水がコントロールされない桧原湖、小野川湖、秋元湖があることにあった。つまり大雨時には大量の水が湖からあふれ出し、河床が上昇した長瀬川下流で洪水を起こすというメカニズムであった。
長瀬川上流部に堆積した岩屑なだれの土砂は、厚さ数十メートルから100メートルを超えるとの推定がされている。傾斜が急な上流部では浸食がどんどん進み、一方中流から下流では大量の土砂が堆積していったのである。長瀬川は磐梯山噴火後、毎年のように水害に襲われるようになった。中でも1890年（明治23年）、1894年（明治27年）、1902年（明治35年）、1910年（明治43年）、1913年（大正2年）は大洪水となった。1902年の洪水では長瀬川流域ばかりでなく、下流に当たる猪苗代湖の湖畔の集落にも大きな被害が出た。
もちろん頻発する水害にただ手をこまぬいていたわけではない。内務省は技術者を派遣し、予算面でも配慮を行い、内務省の技術者の支援のもとで福島県は1890年（明治23年）以降、本格的な堤防建設に乗り出した。しかし問題の本質は上流からの大量の土砂の供給に伴う河床の上昇と、排水が全くコントロールされていない桧原湖、小野川湖、秋元湖の存在である。いくら堤防を造ってみたところで洪水によって決壊し、更に利水を目的とする用水も被害を受け、被災後は住民らが復旧工事に追われるといういたちごっこが繰り返された。

#### 湖の利水計画と治水問題の解決

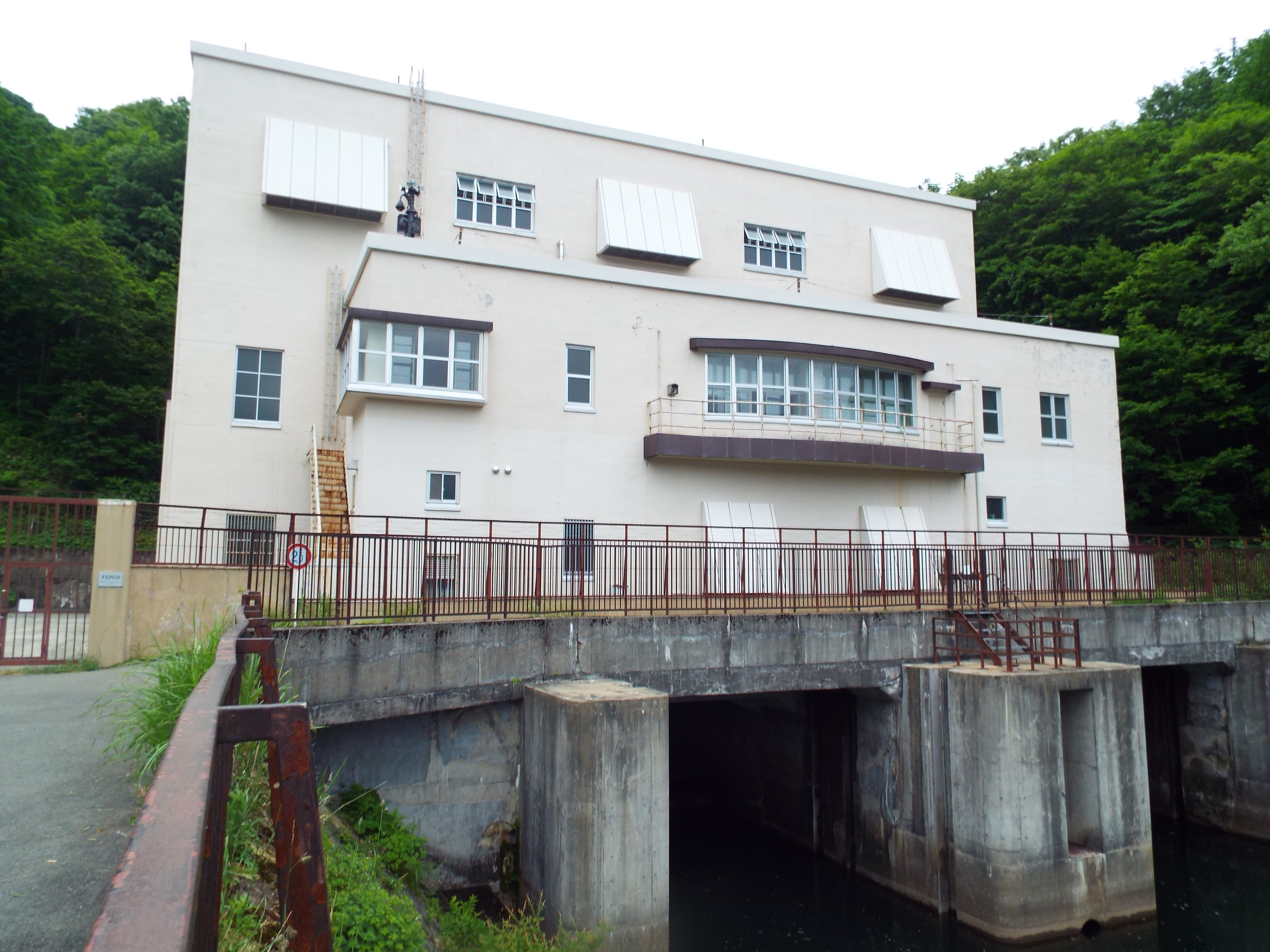
秋元湖北岸にある小野川発電所。小野川湖から取水した水によって発電を行っている。

長瀬川水系の豊富な水量と、桧原湖、小野川湖、秋元湖の標高の高さから、田健治郎は桧原湖、小野川湖、秋元湖を水力発電に利用できないかと考えた。田健治郎は1907年（明治40年）に長瀬川など阿賀野川水系に水力発電を目的とした水利権の申請を福島県に提出し、水力発電所の建設を計画した。田健治郎の計画では桧原湖、小野川湖、秋元湖には水力発電用の取水堰を設ける予定であった。
田健治郎の計画は福島県から許可を得ることに成功し、その後田が獲得した水利権は猪苗代水力電気の手に移った。1915年（大正4年）9月、猪苗代水力電気はまず桧原湖、小野川湖、秋元湖に水門と堰堤の建設を行う許可を福島県に申請した。水門と堰堤を設ける目的は、湖から流れ出す水量の調整を行って水害を防止することと、湖を水力発電用の貯水池として活用するためであった。福島県は1916年（大正5年）申請を許可したものの、長瀬川流域の灌漑組合や猪苗代湖の下流に当たる安積疏水の受益者などとの協定や、協定に基づく設計変更に手間取り、工事開始は1923年（大正12年）、完成は1925年（大正14年）となった。
水門と堰堤の完成に伴い長瀬川中流～下流域の水害は減少した。これは桧原湖、小野川湖、秋元湖からの排水量コントロールが始められ、その結果として上流部での浸食が抑えられたためと考えられている。またこの工事は各湖の貯水量を増大させることも目的のひとつであり、工事完成後、桧原湖、小野川湖、秋元湖の水位は工事前と比べて数メートル上昇した。
桧原湖、小野川湖、秋元湖の水門と堰堤の建設工事が始まった1923年（大正12年）、猪苗代水力電気は東京電灯に合併された。東京電灯によって小野川湖から取水を行い秋元湖北岸まで導水して発電する小野川発電所が1937年（昭和12年）に完成し、更に秋元湖から取水して名家まで導水して発電する秋元発電所が1941年（昭和16年）に完成した。発電所の建設に伴い長瀬川の流量は減少し、その結果として上流部での浸食は更に弱くなり、河川改修の進展もあって洪水も激減した。

### 噴火跡の崩壊
1888年の磐梯山噴火と山体崩壊の跡に形成された馬蹄型カルデラでは、カルデラ壁が崩壊によって徐々に後退している。中でも1938年（昭和13年）と1954年（昭和29年）に発生した崩壊は規模が大きかった。今後も同程度の崩壊が繰り返される可能性が高く、防災の観点からは磐梯山北側では山腹部の観光利用はリスクが高いと判断される。

#### 1938年の崩壊
1938年（昭和13年）の崩壊は5月9日と16日に磐梯山の馬蹄型カルデラの北東端部分にある燕岩という岩付近で発生した。崩壊の規模は崩壊物の堆積した面積約0.25平方キロメートル、体積は約110万立方メートルと推定されている。5月9日の崩壊は燕岩の北東約800メートルの場所が発生地点で、前日の雨で雪解けが進んだことが引き金となったと考えられている。崩壊した土砂は土石流となって沢を流れ下った。5月16日には燕岩直下の崩壊により土石流が発生した。16日の崩壊は好天時に起きており、9日以降まとまった雨も降っていなかったため、9日の崩壊で不安定となった上部の土砂が崩落したものと考えられている。なお1938年の崩壊は1888年の山体崩壊の崩壊物が再崩壊したものとされている。
1938年5月の崩壊では土石流が川上温泉付近を襲い、2名が死亡した他、住宅の流出、耕地や道路の埋没といった被害が出た。

#### 1954年の崩壊
1954年（昭和29年）4月から5月にかけて発生した崩壊は、1938年の崩壊よりも規模が大きかった。最も大規模な崩壊は4月3日に発生してその後断続的に5月5日まで続き、最終的に馬蹄型カルデラ壁の南西部が幅約600メートルに渡って崩れた。小磐梯の山頂西側にあった湯桁山はこの崩壊時に消滅したものと考えられている。崩壊の規模は崩壊物の堆積した面積約1.4平方キロメートル、体積は約1500万立方メートルと推定されている。
崩壊の原因としてはカルデラ壁の風化が進んで不安定な状態になっていた上に、1954年春は気温が高く、急速に進んだ雪解けに加え、3月28日の降水によって地盤が緩んだことが挙げられている。
1954年の崩壊では崩壊物が馬蹄型カルデラ内を埋め、更に北へ約3キロメートル、北東に約2キロメートル流下した。崩壊による人的被害は無かったものの、カルデラ内にあった噴火の湯と呼ばれた温泉宿3軒が破壊され、その後営業再開されることはなかった。

## 復興と観光開発

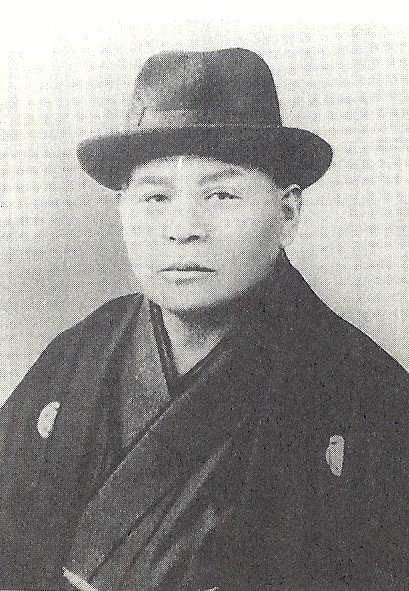
遠藤十次郎は岩屑なだれで荒廃した裏磐梯の緑化に尽力した。

1888年の磐梯山噴火により磐梯山北麓を埋め尽くした岩屑なだれによって、裏磐梯は赤茶けた荒野となった。政府と福島県はこの荒廃した裏磐梯の復興に民間活力を利用しようともくろんだ。国有地であった裏磐梯を民間人に無償貸与して植林をさせ、成功した場合、格安で払い下げることを決定したのである。1901年（明治34年）、白井徳次らが植林事業のために土地借用を申請し、翌年から植林を開始したが事業は難航した。1903年（明治36年）には喜多方町の矢部長吉が名乗りを上げて裏磐梯の植林事業を開始したものの、矢部の全財産を投入しても植林は成功せず、断念に追い込まれた。
矢部長吉の挫折後、植林事業を引き継いだのが遠藤十次郎であった。遠藤十次郎は葛岡庄太郎、松本時正、宮森太左衛門、戸田惣左衛門とともに、1910年（明治43年）に矢部長吉の子である善四郎から裏磐梯の植林事業を引き継いだ。遠藤は林学博士の中村弥六の指導を仰ぎ、植林を開始した。まず埼玉県安行で購入したアカマツ13万本を植林し、後に新潟から購入したアカマツ、スギ、ウルシ、モミジ、桜などを追加で植林した。植林した苗木の約半数は枯死したとされるが、裏磐梯に点在する湖沼近くに植林したものはよく根付き、やがて裏磐梯に緑が戻ってきた。岩屑なだれに埋まった裏磐梯の植生の回復は、自然によるものもあったが、五色沼を中心として遠藤十次郎らの努力によるものも大きかった。そして噴火後100年以上が経過して、植林されたアカマツ林は遷移によって落葉広葉樹林となりつつある。
植林が軌道に乗った1919年（大正8年）6月、遠藤ら5名は福島県に植林成功届と官有地払下願いを提出する。払下げには耶麻郡郡役所の反対があったものの、遠藤十次郎から相談を受けた中村弥六が原敬首相を説得するなどして払い下げを受けることに成功する。払い下げ後、会津若松の老舗呉服屋の主であった宮森太左衛門が中心となって裏磐梯にまず道路を通し、遠藤は宮森太左衛門らとともに磐梯施業森林組合を設立する。そして遠藤と宮森は事業としては成功しなかったものの、磐梯山中腹の中ノ湯付近の噴気を水に通すことにとって造成温泉を作り、その温泉を後に裏磐梯高原ホテルとなる地まで引湯し、別荘を建設した。別荘には宮森の自宅から書画骨董を運び込んで避暑地の別荘としての体裁を整えた。このように裏磐梯の観光開発も始まった。
磐梯山は戦前から国立公園の候補とされていたが、道路が無く宿泊施設も少ないという理由から指定には至らなかった。戦後になって1947年（昭和22年）、福島県観光協会が設立発起人となり、福島県の各市町村長を会員とした「磐梯吾妻国立公園指定期成同盟」が結成され、磐梯山を中心とした地域の国立公園指定運動が開始された。そして1950年（昭和25年）、磐梯朝日国立公園が指定された。同年には裏磐梯観光協会が設立され、その後、交通の便や宿泊施設等が整備されていくことになり、国立公園の指定は裏磐梯の観光地化が進むきっかけとなった。

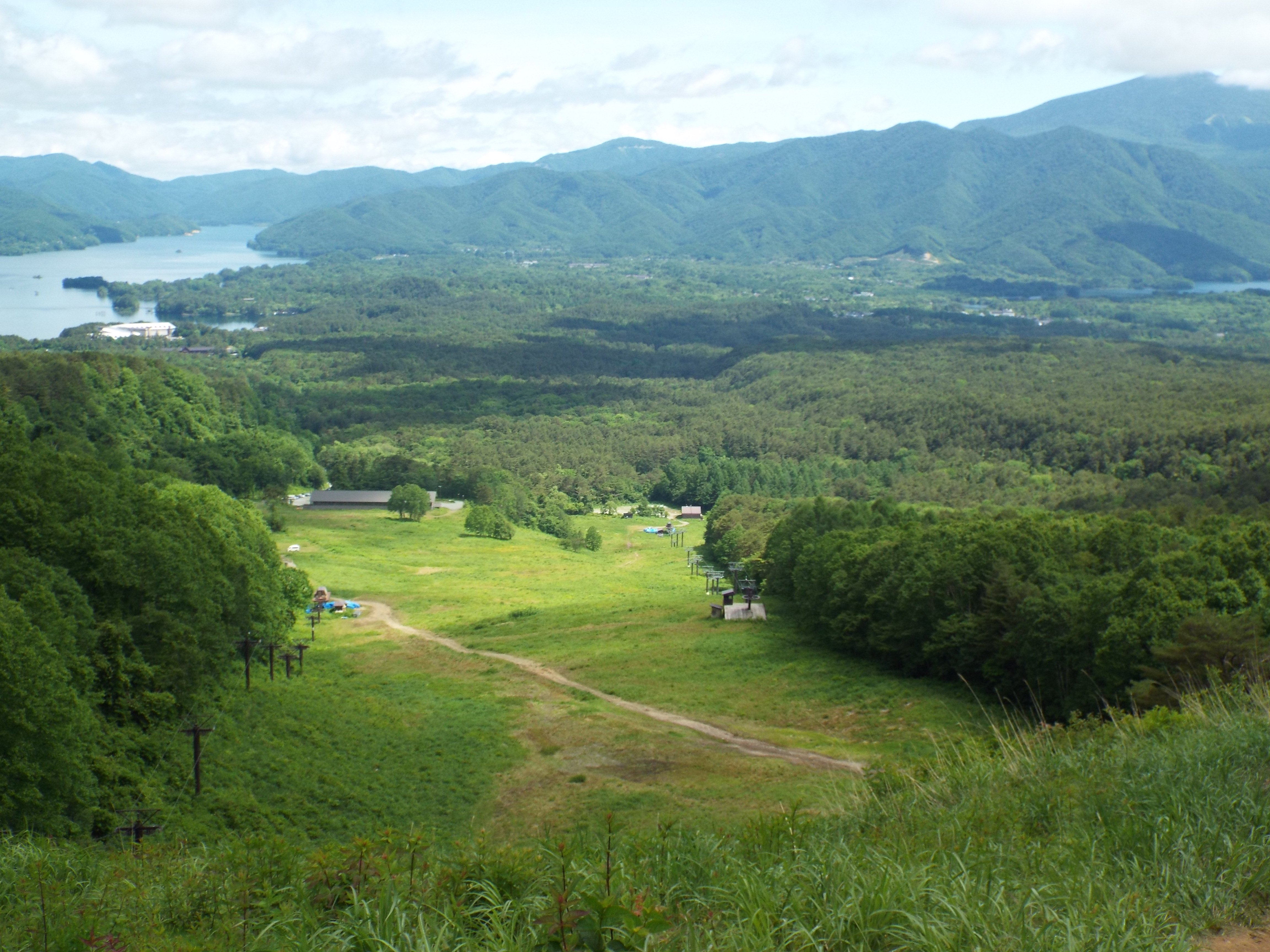
裏磐梯スキー場のゲレンデからの北方の光景。山体崩壊による岩屑なだれが流れ下った溝状のアバランシュバレーの西側斜面を利用してスキー場としている。画面左上方には桧原湖、中ほどから上にかけての森林地帯が五色沼方面、右上方には小野川湖が見える。

裏磐梯に車道が通じたのは1954年（昭和29年）のことであった。その後1959年（昭和34年）には磐梯吾妻スカイラインが開通し、1970年（昭和45年）に磐梯山ゴールドライン、そして1972年（昭和47年）には磐梯吾妻レークラインが開通するなど交通の便は大きく改善された。裏磐梯一帯では昭和40年代には民宿、昭和50年代からはペンションの建設が進み、温泉地の開発も進んだ。東京方面から比較的近く、多くの湖沼を擁し、風光明媚な裏磐梯は東北地方有数の観光地となっていった。
また1888年の噴火によって形成された地形を生かしてスキー場が開設された。1958年（昭和33年）にオープンした裏磐梯スキー場は、山体崩壊によって形成された馬蹄型カルデラの北側斜面を利用しており、また磐梯山東麓の土石流が流れ下った琵琶沢では、土砂が堆積した斜面がスキー場に向いていることから、1959年（昭和34年）に磐梯国際スキー場が開設された。スキー以外のスポーツ施設としては裏磐梯にはテニスコート、サイクリングコース、ハイキングコースなどが整備され、また桧原湖でなどでは冬季、ワカサギ釣りが楽しめる。
1988年（昭和63年）、噴火から百周年を記念して磐梯山噴火記念館が開館した。また1957年（昭和32年）、猪苗代町では磐梯山爆発70周年記念追悼会が磐梯まつりと共に行われ、その後も毎年継続開催されている。一方北塩原村でも1970年（昭和45年）より先人供養慰霊祭を兼ねた裏磐梯火の山祭りが始まり、1985年（昭和60年）からは桧原地区で磐梯山噴火の犠牲者を追悼するひばら湖祭りが行われるようになり、ともに継続して行われている。

### 磐梯山ジオパーク指定

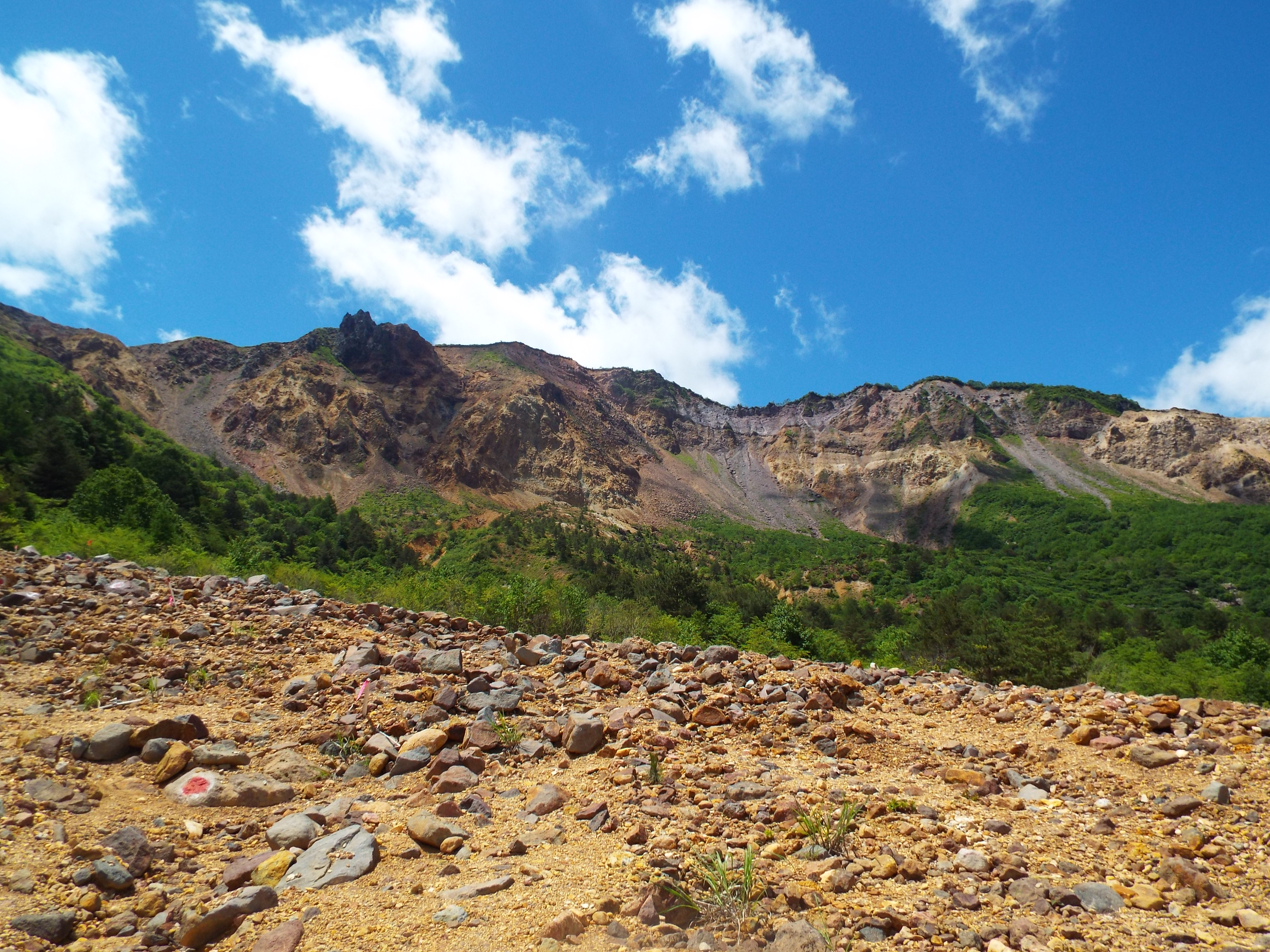
磐梯山の馬蹄型カルデラ底から撮影した、南から南西側のカルデラ壁の光景。

首都圏から比較的近く、風光明媚で春夏秋冬それぞれの観光資源に恵まれた磐梯山は多くの観光客が訪れるようになったが、噴火によって引き起こされた岩屑なだれによって多くの湖沼が誕生し、また植林の努力もあって森林が復活しているというジオパークにふさわしい地でもある。しかし磐梯山そのものの自然環境、歴史や文化を観光する、いわゆるジオサイトとしての利用者は少数であった。
地域においても噴火災害の記憶が薄れていく中、1999年（平成11年）から地元の中学校で磐梯山についての火山教育が始まった。それと並行して、磐梯山現地の北塩原村では、磐梯山の自然環境、歴史文化を観光客に伝え、価値を理解してもらうことによって自然環境、歴史文化の保全を図るエコツーリズムが開始された。そのような中で、2008年（平成20年）、磐梯山をジオパークとする運動が開始され、翌年には磐梯山ジオパーク協議会が発足する。
ジオパーク推進運動では、地域に磐梯山の自然環境、歴史文化を伝えるとともに、活火山でもある磐梯山の火山防災についても普及活動を行っていった。観光地である磐梯山地域では噴火の危険性の周知が観光に悪影響を与えることを懸念する声も上がったが、活動を続けていくうちに理解も深まっていった。2011年（平成23年）磐梯山は磐梯山ジオパークとして日本ジオパークの指定を受けた。指定後も地域や観光客に自然環境、歴史文化を伝え、観光客を集めていくという地域活性化とともに、火山防災についての啓発、体制作りというジオパーク活動が継続されている。